# Населённые пункты Воронежской области
Воронежская область включает следующие населённые пункты:
- 32 городских населённых пункта (в списках выделены оранжевым цветом), среди которых:
  - 15 городов,
  - 17 посёлков городского типа;
- 1717 сельских населённых пунктов (по данным переписи населения 2010 года).

Населённые пункты в списках распределены по административно-территориальным единицам, являющимся одновременно муниципальными образованиями: 3 городским округам (соответствуют категории города областного значения (подчинения)) и 31 муниципальному району (соответствуют категории район).
Численность населения сельских населённых пунктов приведена по данным переписи населения 2010 года, численность населения городских населённых пунктов (посёлков городского типа (рабочих посёлков) и городов) — по оценке на 1 января 2025 года.

## Городские округа

### Воронеж
| № | Населённый пункт | Тип   | Население |
| - | ---------------- | ----- | --------- |
| 1 | Воронеж          | город | 1 058 261 |

### Борисоглебский
| №  | Населённый пункт   | Тип     | Население |
| -- | ------------------ | ------- | --------- |
| 1  | Богана             | село    | 1250      |
| 2  | Борисоглебск       | город   | 57 682    |
| 3  | Горелка            | село    | 390       |
| 4  | Губари             | село    | 1028      |
| 5  | Звегинцево         | посёлок | 13        |
| 6  | Ивановка           | посёлок | 9         |
| 7  | Калинино           | посёлок | 132       |
| 8  | Калинино           | село    | 628       |
| 9  | Макашевка          | село    | 1084      |
| 10 | Махровка           | село    | 541       |
| 11 | Мировой Октябрь    | посёлок | 154       |
| 12 | Миролюбие          | посёлок | 568       |
| 13 | Нововоскресеновка  | село    | 41        |
| 14 | Петровское         | село    | 1022      |
| 15 | Подстёпки          | посёлок | 47        |
| 16 | Ростань            | посёлок | 0         |
| 17 | Селома             | деревня | 17        |
| 18 | Старовоскресеновка | село    | 419       |
| 19 | Танцырей           | село    | 1232      |
| 20 | Третьяки           | село    | 1253      |
| 21 | Тюковка            | село    | 404       |
| 22 | Ульяновка          | село    | 664       |
| 23 | Чибизовка          | посёлок | 86        |
| 24 | Чигорак            | село    | 2154      |
| 25 | Чуриловка          | посёлок | 0         |

### Нововоронеж
| № | Населённый пункт | Тип   | Население |
| - | ---------------- | ----- | --------- |
| 1 | Нововоронеж      | город | 30 434    |

## Муниципальные районы

### Аннинский
| №  | Населённый пункт                                  | Тип              | Население |
| -- | ------------------------------------------------- | ---------------- | --------- |
| 1  | Александровка                                     | посёлок          | 120       |
| 2  | Анна                                              | пгт              | 14 597    |
| 3  | Артюшкино                                         | село             | 460       |
| 4  | Архангельское                                     | село             | 2069      |
| 5  | Бабинка                                           | посёлок          | 18        |
| 6  | Берёзовка                                         | село             | 936       |
| 7  | Бобяково                                          | село             | 85        |
| 8  | Большая Алексеевка                                | село             | 234       |
| 9  | Большие Ясырки                                    | село             | 646       |
| 10 | Бродовое                                          | село             | 1239      |
| 11 | Васильевка                                        | село             | 586       |
| 12 | Верхняя Тойда                                     | село             | 836       |
| 13 | Гусевка                                           | посёлок          | 93        |
| 14 | Гусевка 2-я                                       | посёлок          | 179       |
| 15 | Денисовка                                         | посёлок          | 1         |
| 16 | Дерябкино                                         | село             | 418       |
| 17 | Дмитровский                                       | посёлок          | 21        |
| 18 | Дубровка                                          | посёлок          | 116       |
| 19 | Желанное                                          | село             | 301       |
| 20 | Загорщино                                         | село             | 72        |
| 21 | Зеленёвка                                         | посёлок          | 12        |
| 22 | Козловский                                        | посёлок          | 20        |
| 23 | Комсомольского отделения совхоза «Красное Знамя»  | посёлок          | 91        |
| 24 | Красный                                           | посёлок          | 32        |
| 25 | Красный Лог                                       | посёлок          | 242       |
| 26 | Кругловский                                       | посёлок          | 145       |
| 27 | Круглоподпольное                                  | посёлок          | 440       |
| 28 | Кушлев                                            | посёлок          | 45        |
| 29 | Левашовка                                         | село             | 295       |
| 30 | Мосоловка                                         | село             | 375       |
| 31 | Моховое                                           | село             | 357       |
| 32 | Нащёкино                                          | село             | 529       |
| 33 | Николаевка                                        | посёлок          | 37        |
| 34 | Николаевка                                        | село             | 1188      |
| 35 | Никольское                                        | населённый пункт | 817       |
| 36 | Новая Жизнь                                       | посёлок          | 555       |
| 37 | Новомакаровский                                   | посёлок          | 13        |
| 38 | Новонадеждинский                                  | посёлок          | 707       |
| 39 | Новоникольский                                    | посёлок          | 6         |
| 40 | Новый Курлак                                      | село             | 585       |
| 41 | Октябрьского отделения совхоза «Пугачёвский»      | посёлок          | 74        |
| 42 | Островки                                          | село             | 727       |
| 43 | отделения «2-я Пятилетка» совхоза «Красное Знамя» | посёлок          | 53        |
| 44 | Панкратовский                                     | посёлок          | 20        |
| 45 | Первомайского отделения совхоза «Пугачёвский»     | посёлок          | 51        |
| 46 | Первомайское                                      | посёлок          | 59        |
| 47 | Петровка                                          | посёлок          | 81        |
| 48 | Прогресс                                          | посёлок          | 125       |
| 49 | Рамонье                                           | село             | 864       |
| 50 | Романовка                                         | село             | 115       |
| 51 | Рубашевка                                         | посёлок          | 451       |
| 52 | Сабуровка                                         | село             | 129       |
| 53 | Садовое                                           | село             | 3650      |
| 54 | Светлый Путь                                      | посёлок          | 0         |
| 55 | Сергеевка                                         | посёлок          | 55        |
| 56 | Софьинка                                          | село             | 191       |
| 57 | Старая Тойда                                      | село             | 679       |
| 58 | Старая Чигла                                      | село             | 792       |
| 59 | Старый Курлак                                     | село             | 361       |
| 60 | Студёное                                          | село             | 323       |
| 61 | Суровский                                         | посёлок          | 109       |
| 62 | Трежесковка                                       | посёлок          | 0         |
| 63 | Фоминовка                                         | хутор            | 0         |
| 64 | Хлебородное                                       | село             | 710       |
| 65 | Центральная Усадьба совхоза «Пугачёвский»         | посёлок          | 743       |

### Бобровский
| №  | Населённый пункт                            | Тип              | Население |
| -- | ------------------------------------------- | ---------------- | --------- |
| 1  | 2-е Никольское                              | село             | 675       |
| 2  | Анновка                                     | село             | 543       |
| 3  | Бобров                                      | город            | 20 413    |
| 4  | Бобровский 1-й                              | посёлок          | 11        |
| 5  | Брагинского лесничества                     | населённый пункт | 18        |
| 6  | Верхний Икорец                              | село             | 1155      |
| 7  | Висленского лесничества                     | населённый пункт | 18        |
| 8  | Дугинка                                     | посёлок          | 64        |
| 9  | Заводской                                   | посёлок          | 7         |
| 10 | Заречный                                    | посёлок          | 196       |
| 11 | Заря                                        | хутор            | 44        |
| 12 | Зелёный Луг                                 | посёлок          | 0         |
| 13 | Карандеевка                                 | посёлок          | 50        |
| 14 | Кистенёвка                                  | посёлок          | 9         |
| 15 | Копаня                                      | посёлок          | 75        |
| 16 | Коршево                                     | село             | 2010      |
| 17 | Красный                                     | посёлок          | 417       |
| 18 | Красный                                     | посёлок          | 141       |
| 19 | Липов Лог                                   | посёлок          | 15        |
| 20 | Липовка                                     | село             | 666       |
| 21 | Лугань                                      | посёлок          | 20        |
| 22 | Лушниковка                                  | посёлок          | 543       |
| 23 | Люблинский                                  | посёлок          | 0         |
| 24 | Мечётка                                     | село             | 887       |
| 25 | Митрофановка                                | посёлок          | 143       |
| 26 | Морозовка                                   | посёлок          | 1         |
| 27 | Неждановка                                  | посёлок          | 74        |
| 28 | Нескучный                                   | посёлок          | 159       |
| 29 | Николо-Варваринка                           | село             | 956       |
| 30 | Новый Буравль                               | село             | 87        |
| 31 | Павловка                                    | село             | 1         |
| 32 | Песковатка                                  | село             | 448       |
| 33 | Петрово-Борковский                          | посёлок          | 124       |
| 34 | Погромок                                    | посёлок          | 73        |
| 35 | Прохладный                                  | хутор            | 0         |
| 36 | Пчелиновка                                  | село             | 634       |
| 37 | Пятилетка 2-я                               | посёлок          | 0         |
| 38 | Раздольный                                  | хутор            | 71        |
| 39 | Семёно-Александровка                        | село             | 1772      |
| 40 | Серов                                       | хутор            | 1         |
| 41 | Слобода                                     | село             | 3919      |
| 42 | Советский                                   | посёлок          | 0         |
| 43 | Соколовский                                 | хутор            | 110       |
| 44 | Сухая Берёзовка                             | село             | 1090      |
| 45 | Тройня                                      | село             | 350       |
| 46 | Филатовка                                   | посёлок          | 14        |
| 47 | Хренище                                     | хутор            | 99        |
| 48 | Хреновое                                    | село             | 4825      |
| 49 | Центральная Усадьба Бобровского Лесничества | посёлок          | 0         |
| 50 | Чесменка                                    | село             | 1112      |
| 51 | Шестаково                                   | село             | 1917      |
| 52 | Шестикурганный                              | хутор            | 158       |
| 53 | Шишовка                                     | село             | 1097      |
| 54 | Шкарин                                      | хутор            | 153       |
| 55 | Юдановка                                    | село             | 611       |
| 56 | Ясенки                                      | посёлок          | 1891      |

### Богучарский
| №  | Населённый пункт | Тип     | Население |
| -- | ---------------- | ------- | --------- |
| 1  | Абросимово       | село    | 94        |
| 2  | Батовка          | хутор   | 139       |
| 3  | Белая Горка 1-я  | село    | 169       |
| 4  | Белая Горка 2-я  | село    | 12        |
| 5  | Белый Колодезь   | хутор   | 22        |
| 6  | Богучар          | город   | 14 165    |
| 7  | Варваровка       | хутор   | 519       |
| 8  | Вервековка       | село    | 499       |
| 9  | Вишнёвый         | посёлок | 330       |
| 10 | Галиёвка         | хутор   | 603       |
| 11 | Грушовое         | село    | 139       |
| 12 | Данцевка         | село    | 554       |
| 13 | Дубовиково       | село    | 59        |
| 14 | Дубрава          | посёлок | 445       |
| 15 | Дьяченково       | село    | 2288      |
| 16 | Дядин            | хутор   | 333       |
| 17 | Журавка          | село    | 552       |
| 18 | Залиман          | село    | 2569      |
| 19 | Каразеево        | село    | 78        |
| 20 | Кравцово         | хутор   | 81        |
| 21 | Красногоровка    | село    | 482       |
| 22 | Краснодар        | хутор   | 128       |
| 23 | Криница          | село    | 509       |
| 24 | Купянка          | село    | 1062      |
| 25 | Лебединка        | село    | 760       |
| 26 | Липчанка         | село    | 809       |
| 27 | Лофицкое         | село    | 748       |
| 28 | Луговое          | село    | 841       |
| 29 | Марьевка         | хутор   | 26        |
| 30 | Мёдово           | село    | 149       |
| 31 | Монастырщина     | село    | 1182      |
| 32 | Новоникольск     | село    | 103       |
| 33 | Перещепное       | хутор   | 182       |
| 34 | Плесновка        | село    | 296       |
| 35 | Подколодновка    | село    | 1582      |
| 36 | Полтавка         | село    | 523       |
| 37 | Поповка          | село    | 399       |
| 38 | Радченское       | село    | 1175      |
| 39 | Расковка         | село    | 318       |
| 40 | Свобода          | село    | 175       |
| 41 | Старотолучеево   | село    | 375       |
| 42 | Сухой Донец      | село    | 788       |
| 43 | Твердохлебовка   | село    | 726       |
| 44 | Терешково        | село    | 624       |
| 45 | Тихий Дон        | хутор   | 48        |
| 46 | Травкино         | село    | 428       |
| 47 | Филоново         | село    | 596       |
| 48 | Шуриновка        | село    | 383       |
| 49 | Южный            | посёлок | 413       |

### Бутурлиновский
| №  | Населённый пункт    | Тип             | Население |
| -- | ------------------- | --------------- | --------- |
| 1  | Алексеевский        | посёлок         | 9         |
| 2  | Благовещенский      | посёлок         | 0         |
| 3  | Бутурлиновка        | город           | 23 648    |
| 4  | Васильевка          | село            | 822       |
| 5  | Великоархангельское | село            | 1134      |
| 6  | Верхние Озёрки      | посёлок         | 1         |
| 7  | Гвазда              | село            | 2070      |
| 8  | Данило              | хутор           | 5         |
| 9  | Дмитриевка          | село            | 292       |
| 10 | Елизаветино         | село            | 488       |
| 11 | Зелёный             | посёлок         | 705       |
| 12 | Зелёный Гай         | посёлок         | 240       |
| 13 | Земледелец          | посёлок         | 24        |
| 14 | Карайчевка          | село            | 860       |
| 15 | Клёповка            | село            | 1901      |
| 16 | Козловка            | село            | 2522      |
| 17 | Колодеевка          | село            | 530       |
| 18 | Комсомольский       | посёлок         | 26        |
| 19 | Красный             | посёлок         | 203       |
| 20 | Красный             | посёлок         | 46        |
| 21 | Круглый             | посёлок         | 9         |
| 22 | Кучеряевка          | село            | 562       |
| 23 | Макогоново          | село            | 193       |
| 24 | Малый Кисляй        | посёлок         | 325       |
| 25 | Марьевка            | село            | 28        |
| 26 | Масычево            | село            | 168       |
| 27 | Нижний Кисляй       | рабочий посёлок | 3156      |
| 28 | Озёрки              | село            | 644       |
| 29 | Отрадное            | село            | 63        |
| 30 | Патокино            | село            | 280       |
| 31 | Пирамиды            | хутор           | 84        |
| 32 | Пузево              | село            | 1977      |
| 33 | Рахмановка          | хутор           | 0         |
| 34 | Репный              | посёлок         | 1         |
| 35 | Сериково            | село            | 435       |
| 36 | Толучеево           | село            | 86        |
| 37 | Троицкий            | посёлок         | 9         |
| 38 | Тюниково            | село            | 128       |
| 39 | Ударник             | село            | 490       |
| 40 | Филиппенково        | село            | 915       |
| 41 | Чернавка            | деревня         | 347       |
| 42 | Чулок               | село            | 610       |

### Верхнемамонский
| №  | Населённый пункт | Тип              | Население |
| -- | ---------------- | ---------------- | --------- |
| 1  | Верхний Мамон    | село             | 7505      |
| 2  | Гороховка        | село             | 1084      |
| 3  | Дерезовка        | село             | 825       |
| 4  | Донской          | хутор            | 32        |
| 5  | Красноярский     | хутор            | 0         |
| 6  | Лозовое          | населённый пункт | 1590      |
| 7  | Лукьянчиков      | хутор            | 8         |
| 8  | Мамоновка        | село             | 560       |
| 9  | Нижний Мамон     | село             | 3464      |
| 10 | Ольховатка       | село             | 761       |
| 11 | Оробинский       | хутор            | 174       |
| 12 | Осетровка        | село             | 662       |
| 13 | Приречное        | село             | 639       |
| 14 | Русская Журавка  | село             | 1472      |

### Верхнехавский
| №  | Населённый пункт   | Тип     | Население |
| -- | ------------------ | ------- | --------- |
| 1  | Абрамовка          | деревня | 23        |
| 2  | Александровка      | село    | 285       |
| 3  | Андреевка 1-я      | деревня | 72        |
| 4  | Архангельское      | деревня | 1         |
| 5  | Архангельское      | село    | 125       |
| 6  | Беловка            | село    | 154       |
| 7  | Богословка         | село    | 95        |
| 8  | Большая Михайловка | село    | 23        |
| 9  | Большая Приваловка | село    | 582       |
| 10 | Васильевка 1-я     | село    | 337       |
| 11 | Васильевка 2-я     | посёлок | 11        |
| 12 | Верхняя Байгора    | село    | 396       |
| 13 | Верхняя Луговатка  | село    | 576       |
| 14 | Верхняя Маза       | посёлок | 448       |
| 15 | Верхняя Плавица    | село    | 432       |
| 16 | Верхняя Хава       | село    | 7344      |
| 17 | Виноградовка       | посёлок | 16        |
| 18 | Вишнёвка           | посёлок | 808       |
| 19 | Владимировка       | посёлок | 1         |
| 20 | Воля               | посёлок | 58        |
| 21 | Грушино            | село    | 124       |
| 22 | Дмитро-Покровское  | село    | 56        |
| 23 | Енино              | посёлок | 7         |
| 24 | Желдаевка          | посёлок | 79        |
| 25 | Забугорье          | село    | 48        |
| 26 | Ильиновка          | деревня | 35        |
| 27 | Лукичёвка          | посёлок | 1         |
| 28 | Малая Приваловка   | село    | 435       |
| 29 | Малиновка          | посёлок | 153       |
| 30 | Малый Самовец      | посёлок | 215       |
| 31 | Марьевка           | посёлок | 16        |
| 32 | Марьевка           | село    | 106       |
| 33 | Митрофановка       | посёлок | 53        |
| 34 | Мокруша            | деревня | 9         |
| 35 | Нескучное          | посёлок | 1         |
| 36 | Нижняя Байгора     | село    | 575       |
| 37 | Нижняя Маза        | село    | 89        |
| 38 | НИИОХ              | посёлок | 256       |
| 39 | Николаевка         | посёлок | 11        |
| 40 | Никольское         | посёлок | 79        |
| 41 | Никольское 3-е     | деревня | 18        |
| 42 | Никоново           | село    | 548       |
| 43 | Охочевка           | село    | 1         |
| 44 | Парижская Коммуна  | село    | 844       |
| 45 | Перовка            | село    | 123       |
| 46 | Плясоватка         | село    | 259       |
| 47 | Подлесный          | посёлок | 2460      |
| 48 | Покровка           | деревня | 95        |
| 49 | Правая Хава        | село    | 563       |
| 50 | Приобретёнка       | посёлок | 0         |
| 51 | Семёновка          | село    | 352       |
| 52 | Семёновка 1-я      | деревня | 1         |
| 53 | Семёновка 2-я      | деревня | 7         |
| 54 | Синицино           | посёлок | 1         |
| 55 | Спасское           | село    | 16        |
| 56 | Степановка         | посёлок | 11        |
| 57 | Сухие Гаи          | село    | 381       |
| 58 | Таловая            | деревня | 104       |
| 59 | Троицкий           | посёлок | 15        |
| 60 | Углянец            | село    | 4151      |
| 61 | Фоминичи           | посёлок | 38        |
| 62 | Хлопотное          | посёлок | 14        |
| 63 | Черняхи            | посёлок | 0         |
| 64 | Шукавка            | посёлок | 593       |
| 65 | Эртель             | хутор   | 18        |

### Воробьёвский
| №  | Населённый пункт                         | Тип     | Население |
| -- | ---------------------------------------- | ------- | --------- |
| 1  | 1-го отделения совхоза «Краснопольский»  | посёлок | 568       |
| 2  | 2-го отделения совхоза «Краснопольский»  | посёлок | 6         |
| 3  | Банное                                   | село    | 376       |
| 4  | Берёзовка                                | село    | 1410      |
| 5  | Верхнетолучеево                          | село    | 270       |
| 6  | Верхний Бык                              | село    | 548       |
| 7  | Воробьёвка                               | село    | 3662      |
| 8  | Высокое                                  | посёлок | 56        |
| 9  | Горюшкин                                 | хутор   | 64        |
| 10 | Гринёв                                   | хутор   | 229       |
| 11 | Елизаветовка                             | село    | 379       |
| 12 | Затон                                    | село    | 732       |
| 13 | Землянка                                 | хутор   | 28        |
| 14 | Каменка                                  | село    | 307       |
| 15 | Квашино                                  | село    | 429       |
| 16 | Краснополье                              | село    | 640       |
| 17 | Лещаное                                  | село    | 1062      |
| 18 | Луговской                                | хутор   | 0         |
| 19 | Мирный                                   | посёлок | 137       |
| 20 | Мужичье                                  | село    | 909       |
| 21 | Нагольный                                | хутор   | 134       |
| 22 | Нижний Бык                               | село    | 271       |
| 23 | Никольское 1-е                           | село    | 1197      |
| 24 | Никольское 2-е                           | село    | 517       |
| 25 | Новотолучеево                            | село    | 823       |
| 26 | Первомайский                             | посёлок | 556       |
| 27 | Рудня                                    | село    | 1114      |
| 28 | Солонцы                                  | село    | 708       |
| 29 | Центральной усадьбы совхоза Воробьёвский | посёлок | 1180      |

### Грибановский
| №  | Населённый пункт                               | Тип     | Население |
| -- | ---------------------------------------------- | ------- | --------- |
| 1  | Алексеевка                                     | село    | 492       |
| 2  | Бирючий                                        | посёлок | 13        |
| 3  | Большие Алабухи                                | село    | 626       |
| 4  | Васильевка                                     | село    | 580       |
| 5  | Верхний Затон                                  | посёлок | 18        |
| 6  | Верхний Карачан                                | село    | 1977      |
| 7  | Власовка                                       | село    | 147       |
| 8  | Грибановский                                   | пгт     | 14 485    |
| 9  | Дмитриевка                                     | село    | 96        |
| 10 | Дмитриевка 2-я                                 | посёлок | 10        |
| 11 | Емельяновка                                    | посёлок | 35        |
| 12 | Калиново                                       | село    | 139       |
| 13 | Кирсановка                                     | село    | 912       |
| 14 | Красная Заря                                   | посёлок | 18        |
| 15 | Краснореченка                                  | село    | 287       |
| 16 | Красовка                                       | деревня | 148       |
| 17 | Кутки                                          | село    | 470       |
| 18 | Лавровка                                       | село    | 142       |
| 19 | Листопадовка                                   | село    | 2286      |
| 20 | Малая Грибановка                               | село    | 728       |
| 21 | Малые Алабухи 1-е                              | село    | 974       |
| 22 | Малые Алабухи 2-е                              | село    | 257       |
| 23 | Маяк                                           | посёлок | 0         |
| 24 | Межевихин                                      | посёлок | 21        |
| 25 | Нижний Карачан                                 | село    | 1908      |
| 26 | Новая Жизнь                                    | посёлок | 34        |
| 27 | Новогольелань                                  | село    | 639       |
| 28 | Новогольское                                   | село    | 709       |
| 29 | Новомакарово                                   | село    | 663       |
| 30 | Новоспасовка                                   | село    | 47        |
| 31 | Первомайского отделения совхоза «Грибановский» | посёлок | 232       |
| 32 | Поляна                                         | село    | 253       |
| 33 | Посевкино                                      | село    | 143       |
| 34 | Савельевский                                   | посёлок | 62        |
| 35 | Симкин                                         | посёлок | 1         |
| 36 | совхоза «Павловка»                             | посёлок | 341       |
| 37 | Средний Карачан                                | село    | 1091      |
| 38 | Старогольское                                  | село    | 116       |
| 39 | Таволжанка                                     | село    | 21        |
| 40 | Теллермановский                                | посёлок | 139       |
| 41 | Тихвинка                                       | село    | 175       |
| 42 | Тупки                                          | посёлок | 8         |
| 43 | Хомутовка                                      | село    | 292       |
| 44 | Чичерино                                       | посёлок | 22        |

### Калачеевский
| №  | Населённый пункт | Тип     | Население |
| -- | ---------------- | ------- | --------- |
| 1  | Благовещенский   | хутор   | 39        |
| 2  | Блощицын         | хутор   | 14        |
| 3  | Гаранькин        | хутор   | 52        |
| 4  | Гринёв           | хутор   | 79        |
| 5  | Грушовое         | хутор   | 53        |
| 6  | Долбнёвка        | хутор   | 0         |
| 7  | Журавлёво        | хутор   | 41        |
| 8  | Заброды          | село    | 8626      |
| 9  | Залесный         | хутор   | 310       |
| 10 | Ильинка          | село    | 531       |
| 11 | Калач            | город   | 16 635    |
| 12 | Калачеевский     | посёлок | 1082      |
| 13 | Колос            | посёлок | 0         |
| 14 | Коренное         | село    | 553       |
| 15 | Крутой           | хутор   | 17        |
| 16 | Лесково          | село    | 720       |
| 17 | Манино           | село    | 2409      |
| 18 | Медвежье         | село    | 381       |
| 19 | Морозов          | хутор   | 73        |
| 20 | Морозовка        | хутор   | 135       |
| 21 | Николенков       | хутор   | 50        |
| 22 | Новая Криуша     | село    | 1941      |
| 23 | Новомеловатка    | село    | 1950      |
| 24 | Переволочное     | село    | 464       |
| 25 | Пирогово         | село    | 392       |
| 26 | Подгорное        | село    | 1842      |
| 27 | Попасное         | село    | 316       |
| 28 | Поплавский       | хутор   | 59        |
| 29 | Пригородный      | посёлок | 3437      |
| 30 | Пришиб           | село    | 2043      |
| 31 | Репяховка        | хутор   | 31        |
| 32 | Россоховатое     | хутор   | 38        |
| 33 | Россыпное        | село    | 122       |
| 34 | Рыбкин           | хутор   | 106       |
| 35 | Семёновка        | село    | 666       |
| 36 | Сереженков       | хутор   | 1         |
| 37 | Серяково         | село    | 72        |
| 38 | Скрипниково      | село    | 368       |
| 39 | Советское        | село    | 330       |
| 40 | Хвощеватое       | хутор   | 432       |
| 41 | Хлебороб         | хутор   | 667       |
| 42 | Хрещатое         | село    | 714       |
| 43 | Чернозёмный      | посёлок | 493       |
| 44 | Четвериково      | село    | 274       |
| 45 | Ширяево          | село    | 2198      |
| 46 | Юнаково          | село    | 282       |
| 47 | Яроватое         | хутор   | 45        |
| 48 | Ясеновка         | село    | 589       |

### Каменский
| №  | Населённый пункт | Тип   | Население |
| -- | ---------------- | ----- | --------- |
| 1  | Атамановка       | хутор | 50        |
| 2  | Верхние Марки    | село  | 383       |
| 3  | Волчанское       | село  | 454       |
| 4  | Воронец          | хутор | 8         |
| 5  | Гойкалово        | хутор | 202       |
| 6  | Дальнее Стояново | хутор | 67        |
| 7  | Дегтярное        | село  | 406       |
| 8  | Евдаково         | село  | 676       |
| 9  | Ивченково        | хутор | 92        |
| 10 | Каменка          | пгт   | 8057      |
| 11 | Карпенково       | село  | 883       |
| 12 | Кириченково      | село  | 218       |
| 13 | Коденцово        | село  | 647       |
| 14 | Козки            | хутор | 106       |
| 15 | Крутец           | хутор | 398       |
| 16 | Лесково          | хутор | 1         |
| 17 | Ляпино           | хутор | 64        |
| 18 | Марки            | село  | 1002      |
| 19 | Михново          | хутор | 73        |
| 20 | Молчаново        | хутор | 34        |
| 21 | Новиковский      | хутор | 251       |
| 22 | Ольхов Лог       | село  | 590       |
| 23 | Орехово          | хутор | 23        |
| 24 | Панково          | хутор | 36        |
| 25 | Пилипы           | село  | 290       |
| 26 | Рождественский   | хутор | 46        |
| 27 | Рыбальчино       | хутор | 116       |
| 28 | Свистовка        | хутор | 148       |
| 29 | Себелево         | хутор | 0         |
| 30 | Ситниково        | хутор | 62        |
| 31 | Солонцы          | хутор | 7         |
| 32 | Сончино          | село  | 639       |
| 33 | Татарино         | село  | 852       |
| 34 | Тимирязево       | село  | 536       |
| 35 | Трёхстенки       | село  | 643       |
| 36 | Тхоревка         | село  | 407       |
| 37 | Фриденфельд      | хутор | 7         |
| 38 | Хвощеватый       | хутор | 103       |
| 39 | Шапошниково      | хутор | 75        |
| 40 | Щербаково        | село  | 329       |
| 41 | Ярки             | село  | 164       |
| 42 | Ясеново          | хутор | 120       |

### Кантемировский
| №  | Населённый пункт     | Тип             | Население                                                                                  |
| -- | -------------------- | --------------- | ------------------------------------------------------------------------------------------ |
| 1  | Андрюшевка           | село            | 49                                                                                         |
| 2  | Бондарево            | село            | 808                                                                                        |
| 3  | Бугаевка             | село            | 550                                                                                        |
| 4  | Бугаевка             | село            | 80                                                                                         |
| 5  | Бык                  | хутор           | 5                                                                                          |
| 6  | Валентиновка         | село            | 280                                                                                        |
| 7  | Васильевка           | хутор           | 0                                                                                          |
| 8  | Викторовка           | село            | 26                                                                                         |
| 9  | Волоконовка          | село            | 638                                                                                        |
| 10 | Гармашевка           | село            | 502                                                                                        |
| 11 | Гартмашевка          | ж.д. станция    | 30                                                                                         |
| 12 | Дальний Россоховатый | хутор           | 18                                                                                         |
| 13 | Евдокиевка           | село            | 478                                                                                        |
| 14 | Журавка              | село            | 722                                                                                        |
| 15 | Зайцевка             | село            | 545                                                                                        |
| 16 | Златополь            | хутор           | 33                                                                                         |
| 17 | Ивановка             | село            | 0                                                                                          |
| 18 | Ивановка             | село            | 80                                                                                         |
| 19 | Казимировка          | хутор           | Получено слишком много сущностей из Викиданные. Количество загруженных сущностей: 500/500. |
| 20 | Кантемировка         | рабочий посёлок | Получено слишком много сущностей из Викиданные. Количество загруженных сущностей: 500/500. |
| 21 | Каплин               | хутор           | Получено слишком много сущностей из Викиданные. Количество загруженных сущностей: 500/500. |
| 22 | Касьяновка           | село            | Получено слишком много сущностей из Викиданные. Количество загруженных сущностей: 500/500. |
| 23 | Коваленковский       | посёлок         | Получено слишком много сущностей из Викиданные. Количество загруженных сущностей: 500/500. |
| 24 | Колесниковка         | село            | Получено слишком много сущностей из Викиданные. Количество загруженных сущностей: 500/500. |
| 25 | Колещатовка          | село            | Получено слишком много сущностей из Викиданные. Количество загруженных сущностей: 500/500. |
| 26 | Криничный            | хутор           | Получено слишком много сущностей из Викиданные. Количество загруженных сущностей: 500/500. |
| 27 | Кузнецовский         | посёлок         | Получено слишком много сущностей из Викиданные. Количество загруженных сущностей: 500/500. |
| 28 | Куликовка            | село            | Получено слишком много сущностей из Викиданные. Количество загруженных сущностей: 500/500. |
| 29 | Лебедев              | хутор           | Получено слишком много сущностей из Викиданные. Количество загруженных сущностей: 500/500. |
| 30 | Лиман                | хутор           | Получено слишком много сущностей из Викиданные. Количество загруженных сущностей: 500/500. |
| 31 | Митрофановка         | село            | Получено слишком много сущностей из Викиданные. Количество загруженных сущностей: 500/500. |
| 32 | Михайловка           | село            | Получено слишком много сущностей из Викиданные. Количество загруженных сущностей: 500/500. |
| 33 | Новобелая            | село            | Получено слишком много сущностей из Викиданные. Количество загруженных сущностей: 500/500. |
| 34 | Новомарковка         | село            | Получено слишком много сущностей из Викиданные. Количество загруженных сущностей: 500/500. |
| 35 | Новопавловка         | село            | Получено слишком много сущностей из Викиданные. Количество загруженных сущностей: 500/500. |
| 36 | Новопавловка         | хутор           | Получено слишком много сущностей из Викиданные. Количество загруженных сущностей: 500/500. |
| 37 | Осиковка             | село            | Получено слишком много сущностей из Викиданные. Количество загруженных сущностей: 500/500. |
| 38 | Охрового Завода      | посёлок         | Получено слишком много сущностей из Викиданные. Количество загруженных сущностей: 500/500. |
| 39 | Пасеково             | хутор           | Получено слишком много сущностей из Викиданные. Количество загруженных сущностей: 500/500. |
| 40 | Пасюковка            | село            | Получено слишком много сущностей из Викиданные. Количество загруженных сущностей: 500/500. |
| 41 | Первомайский         | посёлок         | Получено слишком много сущностей из Викиданные. Количество загруженных сущностей: 500/500. |
| 42 | Писаревка            | село            | Получено слишком много сущностей из Викиданные. Количество загруженных сущностей: 500/500. |
| 43 | Попасное             | село            | Получено слишком много сущностей из Викиданные. Количество загруженных сущностей: 500/500. |
| 44 | Романенков           | хутор           | Получено слишком много сущностей из Викиданные. Количество загруженных сущностей: 500/500. |
| 45 | Рудаевка             | село            | Получено слишком много сущностей из Викиданные. Количество загруженных сущностей: 500/500. |
| 46 | Сергеевка            | хутор           | Получено слишком много сущностей из Викиданные. Количество загруженных сущностей: 500/500. |
| 47 | Скнаровка            | село            | Получено слишком много сущностей из Викиданные. Количество загруженных сущностей: 500/500. |
| 48 | Смаглеевка           | село            | Получено слишком много сущностей из Викиданные. Количество загруженных сущностей: 500/500. |
| 49 | Солёный              | хутор           | Получено слишком много сущностей из Викиданные. Количество загруженных сущностей: 500/500. |
| 50 | Солонцы              | хутор           | Получено слишком много сущностей из Викиданные. Количество загруженных сущностей: 500/500. |
| 51 | Софиевка             | село            | Получено слишком много сущностей из Викиданные. Количество загруженных сущностей: 500/500. |
| 52 | Талы                 | село            | Получено слишком много сущностей из Викиданные. Количество загруженных сущностей: 500/500. |
| 53 | Титаревка            | село            | Получено слишком много сущностей из Викиданные. Количество загруженных сущностей: 500/500. |
| 54 | Фёдоровка            | село            | Получено слишком много сущностей из Викиданные. Количество загруженных сущностей: 500/500. |
| 55 | Фисенково            | село            | Получено слишком много сущностей из Викиданные. Количество загруженных сущностей: 500/500. |
| 56 | Хрещатый             | хутор           | Получено слишком много сущностей из Викиданные. Количество загруженных сущностей: 500/500. |
| 57 | Чехуровка            | село            | Получено слишком много сущностей из Викиданные. Количество загруженных сущностей: 500/500. |
| 58 | Шевченко             | хутор           | Получено слишком много сущностей из Викиданные. Количество загруженных сущностей: 500/500. |
| 59 | Шевченково           | село            | Получено слишком много сущностей из Викиданные. Количество загруженных сущностей: 500/500. |

### Каширский
| №  | Населённый пункт   | Тип     | Население                                                                                  |
| -- | ------------------ | ------- | ------------------------------------------------------------------------------------------ |
| 1  | 40 лет Октября     | посёлок | Получено слишком много сущностей из Викиданные. Количество загруженных сущностей: 500/500. |
| 2  | Бирюченское        | село    | Получено слишком много сущностей из Викиданные. Количество загруженных сущностей: 500/500. |
| 3  | Боево              | село    | Получено слишком много сущностей из Викиданные. Количество загруженных сущностей: 500/500. |
| 4  | Верхнее Марьино    | село    | Получено слишком много сущностей из Викиданные. Количество загруженных сущностей: 500/500. |
| 5  | Данково            | село    | Получено слишком много сущностей из Викиданные. Количество загруженных сущностей: 500/500. |
| 6  | Запрудское         | село    | Получено слишком много сущностей из Викиданные. Количество загруженных сущностей: 500/500. |
| 7  | Ильича             | посёлок | Получено слишком много сущностей из Викиданные. Количество загруженных сущностей: 500/500. |
| 8  | имени Дзержинского | посёлок | Получено слишком много сущностей из Викиданные. Количество загруженных сущностей: 500/500. |
| 9  | Каменно-Верховка   | село    | Получено слишком много сущностей из Викиданные. Количество загруженных сущностей: 500/500. |
| 10 | Карамышево         | посёлок | Получено слишком много сущностей из Викиданные. Количество загруженных сущностей: 500/500. |
| 11 | Каширское          | село    | Получено слишком много сущностей из Викиданные. Количество загруженных сущностей: 500/500. |
| 12 | Колодезный         | посёлок | Получено слишком много сущностей из Викиданные. Количество загруженных сущностей: 500/500. |
| 13 | Коломенское        | село    | Получено слишком много сущностей из Викиданные. Количество загруженных сущностей: 500/500. |
| 14 | Коммуна            | посёлок | Получено слишком много сущностей из Викиданные. Количество загруженных сущностей: 500/500. |
| 15 | Кондрашкино        | село    | Получено слишком много сущностей из Викиданные. Количество загруженных сущностей: 500/500. |
| 16 | Красная Хворостань | посёлок | Получено слишком много сущностей из Викиданные. Количество загруженных сущностей: 500/500. |
| 17 | Красные Солонцы    | посёлок | Получено слишком много сущностей из Викиданные. Количество загруженных сущностей: 500/500. |
| 18 | Красный Лог        | село    | Получено слишком много сущностей из Викиданные. Количество загруженных сущностей: 500/500. |
| 19 | Круглое            | село    | Получено слишком много сущностей из Викиданные. Количество загруженных сущностей: 500/500. |
| 20 | Ламакин            | хутор   | Получено слишком много сущностей из Викиданные. Количество загруженных сущностей: 500/500. |
| 21 | Левая Россошь      | село    | Получено слишком много сущностей из Викиданные. Количество загруженных сущностей: 500/500. |
| 22 | Михайловка         | хутор   | Получено слишком много сущностей из Викиданные. Количество загруженных сущностей: 500/500. |
| 23 | Михалёвский        | хутор   | Получено слишком много сущностей из Викиданные. Количество загруженных сущностей: 500/500. |
| 24 | Можайское          | село    | Получено слишком много сущностей из Викиданные. Количество загруженных сущностей: 500/500. |
| 25 | Мосальское         | село    | Получено слишком много сущностей из Викиданные. Количество загруженных сущностей: 500/500. |
| 26 | Олень-Колодезь     | село    | Получено слишком много сущностей из Викиданные. Количество загруженных сущностей: 500/500. |
| 27 | Рябчево            | посёлок | Получено слишком много сущностей из Викиданные. Количество загруженных сущностей: 500/500. |
| 28 | Солонцы            | село    | Получено слишком много сущностей из Викиданные. Количество загруженных сущностей: 500/500. |
| 29 | Старина            | село    | Получено слишком много сущностей из Викиданные. Количество загруженных сущностей: 500/500. |
| 30 | Степной            | посёлок | Получено слишком много сущностей из Викиданные. Количество загруженных сущностей: 500/500. |

### Лискинский
| №  | Населённый пункт                            | Тип             | Население                                                                                  |
| -- | ------------------------------------------- | --------------- | ------------------------------------------------------------------------------------------ |
| 1  | 2-го отделения совхоза «2-я Пятилетка»      | посёлок         | Получено слишком много сущностей из Викиданные. Количество загруженных сущностей: 500/500. |
| 2  | Аношкино                                    | посёлок         | Получено слишком много сущностей из Викиданные. Количество загруженных сущностей: 500/500. |
| 3  | Аношкино                                    | село            | Получено слишком много сущностей из Викиданные. Количество загруженных сущностей: 500/500. |
| 4  | Берёзово                                    | хутор           | Получено слишком много сущностей из Викиданные. Количество загруженных сущностей: 500/500. |
| 5  | Бодеевка                                    | село            | Получено слишком много сущностей из Викиданные. Количество загруженных сущностей: 500/500. |
| 6  | Владимировка                                | село            | Получено слишком много сущностей из Викиданные. Количество загруженных сущностей: 500/500. |
| 7  | Вознесеновка                                | село            | Получено слишком много сущностей из Викиданные. Количество загруженных сущностей: 500/500. |
| 8  | Высокое                                     | село            | Получено слишком много сущностей из Викиданные. Количество загруженных сущностей: 500/500. |
| 9  | Вязники                                     | хутор           | Получено слишком много сущностей из Викиданные. Количество загруженных сущностей: 500/500. |
| 10 | Давыдовка                                   | рабочий посёлок | Получено слишком много сущностей из Викиданные. Количество загруженных сущностей: 500/500. |
| 11 | Демченков                                   | хутор           | Получено слишком много сущностей из Викиданные. Количество загруженных сущностей: 500/500. |
| 12 | Дивногорье                                  | хутор           | Получено слишком много сущностей из Викиданные. Количество загруженных сущностей: 500/500. |
| 13 | Дмитриевка                                  | село            | Получено слишком много сущностей из Викиданные. Количество загруженных сущностей: 500/500. |
| 14 | Добрино                                     | село            | Получено слишком много сущностей из Викиданные. Количество загруженных сущностей: 500/500. |
| 15 | Дракино                                     | село            | Получено слишком много сущностей из Викиданные. Количество загруженных сущностей: 500/500. |
| 16 | Дубовый                                     | хутор           | Получено слишком много сущностей из Викиданные. Количество загруженных сущностей: 500/500. |
| 17 | Духовое                                     | село            | Получено слишком много сущностей из Викиданные. Количество загруженных сущностей: 500/500. |
| 18 | Екатериновка                                | слобода         | Получено слишком много сущностей из Викиданные. Количество загруженных сущностей: 500/500. |
| 19 | Ермоловка                                   | село            | Получено слишком много сущностей из Викиданные. Количество загруженных сущностей: 500/500. |
| 20 | Залужное                                    | село            | Получено слишком много сущностей из Викиданные. Количество загруженных сущностей: 500/500. |
| 21 | Калач                                       | хутор           | Получено слишком много сущностей из Викиданные. Количество загруженных сущностей: 500/500. |
| 22 | Ковалёво                                    | село            | Получено слишком много сущностей из Викиданные. Количество загруженных сущностей: 500/500. |
| 23 | Коломыцево                                  | село            | Получено слишком много сущностей из Викиданные. Количество загруженных сущностей: 500/500. |
| 24 | Колыбелка                                   | село            | Получено слишком много сущностей из Викиданные. Количество загруженных сущностей: 500/500. |
| 25 | Копанище                                    | село            | Получено слишком много сущностей из Викиданные. Количество загруженных сущностей: 500/500. |
| 26 | Лиски                                       | город           | Получено слишком много сущностей из Викиданные. Количество загруженных сущностей: 500/500. |
| 27 | Лиски                                       | село            | Получено слишком много сущностей из Викиданные. Количество загруженных сущностей: 500/500. |
| 28 | Лискинское                                  | село            | Получено слишком много сущностей из Викиданные. Количество загруженных сущностей: 500/500. |
| 29 | Луговой                                     | хутор           | Получено слишком много сущностей из Викиданные. Количество загруженных сущностей: 500/500. |
| 30 | Масловка                                    | село            | Получено слишком много сущностей из Викиданные. Количество загруженных сущностей: 500/500. |
| 31 | Машкино                                     | село            | Получено слишком много сущностей из Викиданные. Количество загруженных сущностей: 500/500. |
| 32 | Мелахино                                    | село            | Получено слишком много сущностей из Викиданные. Количество загруженных сущностей: 500/500. |
| 33 | Мисево                                      | село            | Получено слишком много сущностей из Викиданные. Количество загруженных сущностей: 500/500. |
| 34 | Михайловский                                | хутор           | Получено слишком много сущностей из Викиданные. Количество загруженных сущностей: 500/500. |
| 35 | Нижнемарьино                                | село            | Получено слишком много сущностей из Викиданные. Количество загруженных сущностей: 500/500. |
| 36 | Нижний Икорец                               | село            | Получено слишком много сущностей из Викиданные. Количество загруженных сущностей: 500/500. |
| 37 | Николаевка                                  | село            | Получено слишком много сущностей из Викиданные. Количество загруженных сущностей: 500/500. |
| 38 | Никольский                                  | хутор           | Получено слишком много сущностей из Викиданные. Количество загруженных сущностей: 500/500. |
| 39 | Новая Грань                                 | хутор           | Получено слишком много сущностей из Викиданные. Количество загруженных сущностей: 500/500. |
| 40 | Новозадонский                               | хутор           | Получено слишком много сущностей из Викиданные. Количество загруженных сущностей: 500/500. |
| 41 | Новониколаевский                            | хутор           | Получено слишком много сущностей из Викиданные. Количество загруженных сущностей: 500/500. |
| 42 | Осинки                                      | хутор           | Получено слишком много сущностей из Викиданные. Количество загруженных сущностей: 500/500. |
| 43 | Первое Мая                                  | хутор           | Получено слишком много сущностей из Викиданные. Количество загруженных сущностей: 500/500. |
| 44 | Переезжее                                   | село            | Получено слишком много сущностей из Викиданные. Количество загруженных сущностей: 500/500. |
| 45 | Песковатка                                  | село            | Получено слишком много сущностей из Викиданные. Количество загруженных сущностей: 500/500. |
| 46 | Петровское                                  | село            | Получено слишком много сущностей из Викиданные. Количество загруженных сущностей: 500/500. |
| 47 | Петропавловка                               | село            | Получено слишком много сущностей из Викиданные. Количество загруженных сущностей: 500/500. |
| 48 | Подлесный                                   | хутор           | Получено слишком много сущностей из Викиданные. Количество загруженных сущностей: 500/500. |
| 49 | подсобного хозяйства санатория имени Цюрупы | посёлок         | Получено слишком много сущностей из Викиданные. Количество загруженных сущностей: 500/500. |
| 50 | Попасное                                    | хутор           | Получено слишком много сущностей из Викиданные. Количество загруженных сущностей: 500/500. |
| 51 | Почепское                                   | село            | Получено слишком много сущностей из Викиданные. Количество загруженных сущностей: 500/500. |
| 52 | Прияр                                       | хутор           | Получено слишком много сущностей из Викиданные. Количество загруженных сущностей: 500/500. |
| 53 | Прогонный                                   | хутор           | Получено слишком много сущностей из Викиданные. Количество загруженных сущностей: 500/500. |
| 54 | Путчино                                     | хутор           | Получено слишком много сущностей из Викиданные. Количество загруженных сущностей: 500/500. |
| 55 | Пухово                                      | село            | Получено слишком много сущностей из Викиданные. Количество загруженных сущностей: 500/500. |
| 56 | Рождествено                                 | село            | Получено слишком много сущностей из Викиданные. Количество загруженных сущностей: 500/500. |
| 57 | санатория имени Цюрупы                      | посёлок         | Получено слишком много сущностей из Викиданные. Количество загруженных сущностей: 500/500. |
| 58 | Свобода                                     | хутор           | Получено слишком много сущностей из Викиданные. Количество загруженных сущностей: 500/500. |
| 59 | Селявное                                    | село            | Получено слишком много сущностей из Викиданные. Количество загруженных сущностей: 500/500. |
| 60 | Селявное                                    | село            | Получено слишком много сущностей из Викиданные. Количество загруженных сущностей: 500/500. |
| 61 | совхоза «2-я Пятилетка»                     | посёлок         | Получено слишком много сущностей из Викиданные. Количество загруженных сущностей: 500/500. |
| 62 | Солонцы                                     | хутор           | Получено слишком много сущностей из Викиданные. Количество загруженных сущностей: 500/500. |
| 63 | Среднеикорецкой больницы                    | посёлок         | Получено слишком много сущностей из Викиданные. Количество загруженных сущностей: 500/500. |
| 64 | Средний Икорец                              | село            | Получено слишком много сущностей из Викиданные. Количество загруженных сущностей: 500/500. |
| 65 | Старая Покровка                             | хутор           | Получено слишком много сущностей из Викиданные. Количество загруженных сущностей: 500/500. |
| 66 | Старая Хворостань                           | село            | Получено слишком много сущностей из Викиданные. Количество загруженных сущностей: 500/500. |
| 67 | Сторожевое 2-е                              | село            | Получено слишком много сущностей из Викиданные. Количество загруженных сущностей: 500/500. |
| 68 | Стрелка                                     | хутор           | Получено слишком много сущностей из Викиданные. Количество загруженных сущностей: 500/500. |
| 69 | Студёновка                                  | хутор           | Получено слишком много сущностей из Викиданные. Количество загруженных сущностей: 500/500. |
| 70 | Титчиха                                     | хутор           | Получено слишком много сущностей из Викиданные. Количество загруженных сущностей: 500/500. |
| 71 | Тресоруково                                 | село            | Получено слишком много сущностей из Викиданные. Количество загруженных сущностей: 500/500. |
| 72 | Троицкое                                    | село            | Получено слишком много сущностей из Викиданные. Количество загруженных сущностей: 500/500. |
| 73 | Тубсанатория «Дивногорье»                   | посёлок         | Получено слишком много сущностей из Викиданные. Количество загруженных сущностей: 500/500. |
| 74 | Фёдоровский                                 | хутор           | Получено слишком много сущностей из Викиданные. Количество загруженных сущностей: 500/500. |
| 75 | Шепелев                                     | хутор           | Получено слишком много сущностей из Викиданные. Количество загруженных сущностей: 500/500. |
| 76 | Щучье                                       | село            | Получено слишком много сущностей из Викиданные. Количество загруженных сущностей: 500/500. |

### Нижнедевицкий
| №  | Населённый пункт        | Тип     | Население                                                                                  |
| -- | ----------------------- | ------- | ------------------------------------------------------------------------------------------ |
| 1  | Андреевка               | село    | Получено слишком много сущностей из Викиданные. Количество загруженных сущностей: 500/500. |
| 2  | Афонино                 | хутор   | Получено слишком много сущностей из Викиданные. Количество загруженных сущностей: 500/500. |
| 3  | Бобров                  | хутор   | Получено слишком много сущностей из Викиданные. Количество загруженных сущностей: 500/500. |
| 4  | Большая Мездрянка       | хутор   | Получено слишком много сущностей из Викиданные. Количество загруженных сущностей: 500/500. |
| 5  | Бор                     | село    | Получено слишком много сущностей из Викиданные. Количество загруженных сущностей: 500/500. |
| 6  | Верхнее Турово          | село    | Получено слишком много сущностей из Викиданные. Количество загруженных сущностей: 500/500. |
| 7  | Верховье                | хутор   | Получено слишком много сущностей из Викиданные. Количество загруженных сущностей: 500/500. |
| 8  | Вязноватовка            | село    | Получено слишком много сущностей из Викиданные. Количество загруженных сущностей: 500/500. |
| 9  | Глазово                 | село    | Получено слишком много сущностей из Викиданные. Количество загруженных сущностей: 500/500. |
| 10 | Губаново                | хутор   | Получено слишком много сущностей из Викиданные. Количество загруженных сущностей: 500/500. |
| 11 | Дмитриевский            | хутор   | Получено слишком много сущностей из Викиданные. Количество загруженных сущностей: 500/500. |
| 12 | Долгий                  | хутор   | Получено слишком много сущностей из Викиданные. Количество загруженных сущностей: 500/500. |
| 13 | Дружба                  | хутор   | Получено слишком много сущностей из Викиданные. Количество загруженных сущностей: 500/500. |
| 14 | Золотой                 | хутор   | Получено слишком много сущностей из Викиданные. Количество загруженных сущностей: 500/500. |
| 15 | Каменный Буерак         | хутор   | Получено слишком много сущностей из Викиданные. Количество загруженных сущностей: 500/500. |
| 16 | Ключи                   | хутор   | Получено слишком много сущностей из Викиданные. Количество загруженных сущностей: 500/500. |
| 17 | Князев                  | хутор   | Получено слишком много сущностей из Викиданные. Количество загруженных сущностей: 500/500. |
| 18 | Колесников              | хутор   | Получено слишком много сущностей из Викиданные. Количество загруженных сущностей: 500/500. |
| 19 | Комяга                  | хутор   | Получено слишком много сущностей из Викиданные. Количество загруженных сущностей: 500/500. |
| 20 | Курбатово               | посёлок | Получено слишком много сущностей из Викиданные. Количество загруженных сущностей: 500/500. |
| 21 | Кучугуры                | село    | Получено слишком много сущностей из Викиданные. Количество загруженных сущностей: 500/500. |
| 22 | Лавров                  | хутор   | Получено слишком много сущностей из Викиданные. Количество загруженных сущностей: 500/500. |
| 23 | Лебяжье                 | село    | Получено слишком много сущностей из Викиданные. Количество загруженных сущностей: 500/500. |
| 24 | Лог                     | село    | Получено слишком много сущностей из Викиданные. Количество загруженных сущностей: 500/500. |
| 25 | Малиновка               | хутор   | Получено слишком много сущностей из Викиданные. Количество загруженных сущностей: 500/500. |
| 26 | Михнёво                 | село    | Получено слишком много сущностей из Викиданные. Количество загруженных сущностей: 500/500. |
| 27 | Моховой                 | хутор   | Получено слишком много сущностей из Викиданные. Количество загруженных сущностей: 500/500. |
| 28 | Нижнедевицк             | посёлок | Получено слишком много сущностей из Викиданные. Количество загруженных сущностей: 500/500. |
| 29 | Нижнедевицк             | село    | Получено слишком много сущностей из Викиданные. Количество загруженных сущностей: 500/500. |
| 30 | Нижнее Турово           | село    | Получено слишком много сущностей из Викиданные. Количество загруженных сущностей: 500/500. |
| 31 | Новая Ольшанка          | село    | Получено слишком много сущностей из Викиданные. Количество загруженных сущностей: 500/500. |
| 32 | Острянка                | село    | Получено слишком много сущностей из Викиданные. Количество загруженных сущностей: 500/500. |
| 33 | Парный                  | хутор   | Получено слишком много сущностей из Викиданные. Количество загруженных сущностей: 500/500. |
| 34 | Парточки                | хутор   | Получено слишком много сущностей из Викиданные. Количество загруженных сущностей: 500/500. |
| 35 | Першино                 | село    | Получено слишком много сущностей из Викиданные. Количество загруженных сущностей: 500/500. |
| 36 | Петровка                | посёлок | Получено слишком много сущностей из Викиданные. Количество загруженных сущностей: 500/500. |
| 37 | Плотницкий              | хутор   | Получено слишком много сущностей из Викиданные. Количество загруженных сущностей: 500/500. |
| 38 | Подорожное              | хутор   | Получено слишком много сущностей из Викиданные. Количество загруженных сущностей: 500/500. |
| 39 | Поляна                  | хутор   | Получено слишком много сущностей из Викиданные. Количество загруженных сущностей: 500/500. |
| 40 | Проточный               | хутор   | Получено слишком много сущностей из Викиданные. Количество загруженных сущностей: 500/500. |
| 41 | Семёнов                 | хутор   | Получено слишком много сущностей из Викиданные. Количество загруженных сущностей: 500/500. |
| 42 | Синие Липяги            | село    | Получено слишком много сущностей из Викиданные. Количество загруженных сущностей: 500/500. |
| 43 | Скупая Потудань         | село    | Получено слишком много сущностей из Викиданные. Количество загруженных сущностей: 500/500. |
| 44 | Скупой                  | хутор   | Получено слишком много сущностей из Викиданные. Количество загруженных сущностей: 500/500. |
| 45 | совхоза «Кучугуровский» | посёлок | Получено слишком много сущностей из Викиданные. Количество загруженных сущностей: 500/500. |
| 46 | совхоза «Нижнедевицкий» | посёлок | Получено слишком много сущностей из Викиданные. Количество загруженных сущностей: 500/500. |
| 47 | Старых                  | хутор   | Получено слишком много сущностей из Викиданные. Количество загруженных сущностей: 500/500. |
| 48 | Сычёвка                 | хутор   | Получено слишком много сущностей из Викиданные. Количество загруженных сущностей: 500/500. |
| 49 | Фролов                  | хутор   | Получено слишком много сущностей из Викиданные. Количество загруженных сущностей: 500/500. |
| 50 | Хвощеватовка            | село    | Получено слишком много сущностей из Викиданные. Количество загруженных сущностей: 500/500. |
| 51 | Широкий                 | хутор   | Получено слишком много сущностей из Викиданные. Количество загруженных сущностей: 500/500. |

### Новоусманский
| №  | Населённый пункт                            | Тип     | Население                                                                                  |
| -- | ------------------------------------------- | ------- | ------------------------------------------------------------------------------------------ |
| 1  | 1-го отделения совхоза «Масловский»         | посёлок | Получено слишком много сущностей из Викиданные. Количество загруженных сущностей: 500/500. |
| 2  | 1-го отделения совхоза «Новоусманский»      | посёлок | Получено слишком много сущностей из Викиданные. Количество загруженных сущностей: 500/500. |
| 3  | 2-го отделения совхоза «Масловский»         | посёлок | Получено слишком много сущностей из Викиданные. Количество загруженных сущностей: 500/500. |
| 4  | 2-го отделения совхоза «Новоусманский»      | посёлок | Получено слишком много сущностей из Викиданные. Количество загруженных сущностей: 500/500. |
| 5  | Александровка                               | село    | Получено слишком много сущностей из Викиданные. Количество загруженных сущностей: 500/500. |
| 6  | Андреевка                                   | посёлок | Получено слишком много сущностей из Викиданные. Количество загруженных сущностей: 500/500. |
| 7  | Бабяково                                    | село    | Получено слишком много сущностей из Викиданные. Количество загруженных сущностей: 500/500. |
| 8  | Битюг                                       | посёлок | Получено слишком много сущностей из Викиданные. Количество загруженных сущностей: 500/500. |
| 9  | Благодатный                                 | посёлок | Получено слишком много сущностей из Викиданные. Количество загруженных сущностей: 500/500. |
| 10 | Веневитинский                               | посёлок | Получено слишком много сущностей из Викиданные. Количество загруженных сущностей: 500/500. |
| 11 | Волна-Шепелиновка                           | посёлок | Получено слишком много сущностей из Викиданные. Количество загруженных сущностей: 500/500. |
| 12 | Воля                                        | посёлок | Получено слишком много сущностей из Викиданные. Количество загруженных сущностей: 500/500. |
| 13 | Горенские Выселки                           | село    | Получено слишком много сущностей из Викиданные. Количество загруженных сущностей: 500/500. |
| 14 | Горки                                       | село    | Получено слишком много сущностей из Викиданные. Количество загруженных сущностей: 500/500. |
| 15 | Дружелюбие                                  | посёлок | Получено слишком много сущностей из Викиданные. Количество загруженных сущностей: 500/500. |
| 16 | Казанская Хава                              | село    | Получено слишком много сущностей из Викиданные. Количество загруженных сущностей: 500/500. |
| 17 | Крыловка                                    | село    | Получено слишком много сущностей из Викиданные. Количество загруженных сущностей: 500/500. |
| 18 | Лекарственный                               | посёлок | Получено слишком много сущностей из Викиданные. Количество загруженных сущностей: 500/500. |
| 19 | Лутовиновка                                 | деревня | Получено слишком много сущностей из Викиданные. Количество загруженных сущностей: 500/500. |
| 20 | Луч                                         | посёлок | Получено слишком много сущностей из Викиданные. Количество загруженных сущностей: 500/500. |
| 21 | Макарье                                     | село    | Получено слишком много сущностей из Викиданные. Количество загруженных сущностей: 500/500. |
| 22 | Маклок                                      | посёлок | Получено слишком много сущностей из Викиданные. Количество загруженных сущностей: 500/500. |
| 23 | Малые Горки                                 | посёлок | Получено слишком много сущностей из Викиданные. Количество загруженных сущностей: 500/500. |
| 24 | Михайловка                                  | деревня | Получено слишком много сущностей из Викиданные. Количество загруженных сущностей: 500/500. |
| 25 | Нечаевка                                    | посёлок | Получено слишком много сущностей из Викиданные. Количество загруженных сущностей: 500/500. |
| 26 | Нижняя Катуховка                            | село    | Получено слишком много сущностей из Викиданные. Количество загруженных сущностей: 500/500. |
| 27 | Никольское                                  | посёлок | Получено слишком много сущностей из Викиданные. Количество загруженных сущностей: 500/500. |
| 28 | Новая Усмань                                | село    | Получено слишком много сущностей из Викиданные. Количество загруженных сущностей: 500/500. |
| 29 | Новосёлки                                   | посёлок | Получено слишком много сущностей из Викиданные. Количество загруженных сущностей: 500/500. |
| 30 | Орлово                                      | село    | Получено слишком много сущностей из Викиданные. Количество загруженных сущностей: 500/500. |
| 31 | Отрадное                                    | село    | Получено слишком много сущностей из Викиданные. Количество загруженных сущностей: 500/500. |
| 32 | Парусное                                    | село    | Получено слишком много сущностей из Викиданные. Количество загруженных сущностей: 500/500. |
| 33 | Петропавловка                               | посёлок | Получено слишком много сущностей из Викиданные. Количество загруженных сущностей: 500/500. |
| 34 | Плясово-Китаево                             | посёлок | Получено слишком много сущностей из Викиданные. Количество загруженных сущностей: 500/500. |
| 35 | Плясово-Снежково                            | посёлок | Получено слишком много сущностей из Викиданные. Количество загруженных сущностей: 500/500. |
| 36 | Подклетное                                  | село    | Получено слишком много сущностей из Викиданные. Количество загруженных сущностей: 500/500. |
| 37 | Ракитное                                    | посёлок | Получено слишком много сущностей из Викиданные. Количество загруженных сущностей: 500/500. |
| 38 | Рогачёвка                                   | село    | Получено слишком много сущностей из Викиданные. Количество загруженных сущностей: 500/500. |
| 39 | Рождественская Хава                         | село    | Получено слишком много сущностей из Викиданные. Количество загруженных сущностей: 500/500. |
| 40 | Рыкань                                      | село    | Получено слишком много сущностей из Викиданные. Количество загруженных сущностей: 500/500. |
| 41 | Садовый                                     | посёлок | Получено слишком много сущностей из Викиданные. Количество загруженных сущностей: 500/500. |
| 42 | совхоза «Воронежский»                       | посёлок | Получено слишком много сущностей из Викиданные. Количество загруженных сущностей: 500/500. |
| 43 | Софьино                                     | посёлок | Получено слишком много сущностей из Викиданные. Количество загруженных сущностей: 500/500. |
| 44 | Стахановский                                | посёлок | Получено слишком много сущностей из Викиданные. Количество загруженных сущностей: 500/500. |
| 45 | Тамлык                                      | посёлок | Получено слишком много сущностей из Викиданные. Количество загруженных сущностей: 500/500. |
| 46 | Тимирязево                                  | посёлок | Получено слишком много сущностей из Викиданные. Количество загруженных сущностей: 500/500. |
| 47 | Трудовое                                    | посёлок | Получено слишком много сущностей из Викиданные. Количество загруженных сущностей: 500/500. |
| 48 | Трудолюбовка                                | село    | Получено слишком много сущностей из Викиданные. Количество загруженных сущностей: 500/500. |
| 49 | Успенская Хава                              | посёлок | Получено слишком много сущностей из Викиданные. Количество загруженных сущностей: 500/500. |
| 50 | Ушановка                                    | село    | Получено слишком много сущностей из Викиданные. Количество загруженных сущностей: 500/500. |
| 51 | Хлебное                                     | село    | Получено слишком много сущностей из Викиданные. Количество загруженных сущностей: 500/500. |
| 52 | Хреновое                                    | село    | Получено слишком много сущностей из Викиданные. Количество загруженных сущностей: 500/500. |
| 53 | Шуберское                                   | посёлок | Получено слишком много сущностей из Викиданные. Количество загруженных сущностей: 500/500. |
| 54 | южного отделения совхоза имени Дзержинского | посёлок | Получено слишком много сущностей из Викиданные. Количество загруженных сущностей: 500/500. |

### Новохопёрский
| №  | Населённый пункт  | Тип                  | Население                                                                                  |
| -- | ----------------- | -------------------- | ------------------------------------------------------------------------------------------ |
| 1  | Аверинка          | посёлок              | Получено слишком много сущностей из Викиданные. Количество загруженных сущностей: 500/500. |
| 2  | Алексеевский      | посёлок              | Получено слишком много сущностей из Викиданные. Количество загруженных сущностей: 500/500. |
| 3  | Алфёровка         | село                 | Получено слишком много сущностей из Викиданные. Количество загруженных сущностей: 500/500. |
| 4  | Башковский        | посёлок              | Получено слишком много сущностей из Викиданные. Количество загруженных сущностей: 500/500. |
| 5  | Берёзовка         | посёлок              | Получено слишком много сущностей из Викиданные. Количество загруженных сущностей: 500/500. |
| 6  | Богдань           | хутор                | Получено слишком много сущностей из Викиданные. Количество загруженных сущностей: 500/500. |
| 7  | Большевик         | посёлок              | Получено слишком много сущностей из Викиданные. Количество загруженных сущностей: 500/500. |
| 8  | Бороздиновский    | посёлок              | Получено слишком много сущностей из Викиданные. Количество загруженных сущностей: 500/500. |
| 9  | Бурляевка         | село                 | Получено слишком много сущностей из Викиданные. Количество загруженных сущностей: 500/500. |
| 10 | Варварино         | посёлок              | Получено слишком много сущностей из Викиданные. Количество загруженных сущностей: 500/500. |
| 11 | Владимировка      | посёлок              | Получено слишком много сущностей из Викиданные. Количество загруженных сущностей: 500/500. |
| 12 | Глинкино          | посёлок              | Получено слишком много сущностей из Викиданные. Количество загруженных сущностей: 500/500. |
| 13 | Горелые Ольхи     | посёлок              | Получено слишком много сущностей из Викиданные. Количество загруженных сущностей: 500/500. |
| 14 | Димитровский      | посёлок              | Получено слишком много сущностей из Викиданные. Количество загруженных сущностей: 500/500. |
| 15 | Долгинка          | посёлок              | Получено слишком много сущностей из Викиданные. Количество загруженных сущностей: 500/500. |
| 16 | Долиновский       | посёлок              | Получено слишком много сущностей из Викиданные. Количество загруженных сущностей: 500/500. |
| 17 | Еланский          | посёлок              | Получено слишком много сущностей из Викиданные. Количество загруженных сущностей: 500/500. |
| 18 | Еланский          | посёлок              | Получено слишком много сущностей из Викиданные. Количество загруженных сущностей: 500/500. |
| 19 | Елань-Колено      | село                 | Получено слишком много сущностей из Викиданные. Количество загруженных сущностей: 500/500. |
| 20 | Елань-Коленовский | рабочий посёлок      | Получено слишком много сущностей из Викиданные. Количество загруженных сущностей: 500/500. |
| 21 | Ёлка              | посёлок              | Получено слишком много сущностей из Викиданные. Количество загруженных сущностей: 500/500. |
| 22 | Жёлтые Пруды      | посёлок              | Получено слишком много сущностей из Викиданные. Количество загруженных сущностей: 500/500. |
| 23 | Замельничный      | хутор                | Получено слишком много сущностей из Викиданные. Количество загруженных сущностей: 500/500. |
| 24 | Ивановка          | деревня              | Получено слишком много сущностей из Викиданные. Количество загруженных сущностей: 500/500. |
| 25 | Калиново          | посёлок              | Получено слишком много сущностей из Викиданные. Количество загруженных сущностей: 500/500. |
| 26 | Каменка-Садовка   | село                 | Получено слишком много сущностей из Викиданные. Количество загруженных сущностей: 500/500. |
| 27 | Камышановский     | посёлок              | Получено слишком много сущностей из Викиданные. Количество загруженных сущностей: 500/500. |
| 28 | Карачановский     | посёлок              | Получено слишком много сущностей из Викиданные. Количество загруженных сущностей: 500/500. |
| 29 | Красное           | село                 | Получено слишком много сущностей из Викиданные. Количество загруженных сущностей: 500/500. |
| 30 | Ленинский         | посёлок              | Получено слишком много сущностей из Викиданные. Количество загруженных сущностей: 500/500. |
| 31 | Лепёхинка         | посёлок              | Получено слишком много сущностей из Викиданные. Количество загруженных сущностей: 500/500. |
| 32 | Михайловский      | посёлок              | Получено слишком много сущностей из Викиданные. Количество загруженных сущностей: 500/500. |
| 33 | Московский 2-й    | посёлок              | Получено слишком много сущностей из Викиданные. Количество загруженных сущностей: 500/500. |
| 34 | Некрылово         | посёлок              | Получено слишком много сущностей из Викиданные. Количество загруженных сущностей: 500/500. |
| 35 | Некрыловский      | посёлок              | Получено слишком много сущностей из Викиданные. Количество загруженных сущностей: 500/500. |
| 36 | Новоильменский    | посёлок              | Получено слишком много сущностей из Викиданные. Количество загруженных сущностей: 500/500. |
| 37 | Новопокровский    | посёлок              | Получено слишком много сущностей из Викиданные. Количество загруженных сущностей: 500/500. |
| 38 | Новоржавец        | посёлок              | Получено слишком много сущностей из Викиданные. Количество загруженных сущностей: 500/500. |
| 39 | Новохопёрск       | город                | Получено слишком много сущностей из Викиданные. Количество загруженных сущностей: 500/500. |
| 40 | Новохопёрский     | рабочий посёлок      | Получено слишком много сущностей из Викиданные. Количество загруженных сущностей: 500/500. |
| 41 | Озёрный           | посёлок              | Получено слишком много сущностей из Викиданные. Количество загруженных сущностей: 500/500. |
| 42 | Пески             | посёлок              | Получено слишком много сущностей из Викиданные. Количество загруженных сущностей: 500/500. |
| 43 | Пионерский        | посёлок              | Получено слишком много сущностей из Викиданные. Количество загруженных сущностей: 500/500. |
| 44 | Плаутино          | посёлок              | Получено слишком много сущностей из Викиданные. Количество загруженных сущностей: 500/500. |
| 45 | Подгорное         | село                 | Получено слишком много сущностей из Викиданные. Количество загруженных сущностей: 500/500. |
| 46 | Подосиновка       | село                 | Получено слишком много сущностей из Викиданные. Количество загруженных сущностей: 500/500. |
| 47 | Полежаевский      | посёлок              | Получено слишком много сущностей из Викиданные. Количество загруженных сущностей: 500/500. |
| 48 | Половцево         | посёлок ж.д. станции | Получено слишком много сущностей из Викиданные. Количество загруженных сущностей: 500/500. |
| 49 | Половцево         | посёлок              | Получено слишком много сущностей из Викиданные. Количество загруженных сущностей: 500/500. |
| 50 | Пыховка           | село                 | Получено слишком много сущностей из Викиданные. Количество загруженных сущностей: 500/500. |
| 51 | Русаново          | село                 | Получено слишком много сущностей из Викиданные. Количество загруженных сущностей: 500/500. |
| 52 | Синичкин          | посёлок              | Получено слишком много сущностей из Викиданные. Количество загруженных сущностей: 500/500. |
| 53 | Согласие          | посёлок              | Получено слишком много сущностей из Викиданные. Количество загруженных сущностей: 500/500. |
| 54 | Соколовский       | посёлок              | Получено слишком много сущностей из Викиданные. Количество загруженных сущностей: 500/500. |
| 55 | Соловки           | посёлок              | Получено слишком много сущностей из Викиданные. Количество загруженных сущностей: 500/500. |
| 56 | Солонцов          | посёлок              | Получено слишком много сущностей из Викиданные. Количество загруженных сущностей: 500/500. |
| 57 | Сорокинский       | посёлок              | Получено слишком много сущностей из Викиданные. Количество загруженных сущностей: 500/500. |
| 58 | Сосновский        | посёлок              | Получено слишком много сущностей из Викиданные. Количество загруженных сущностей: 500/500. |
| 59 | Студёный          | посёлок              | Получено слишком много сущностей из Викиданные. Количество загруженных сущностей: 500/500. |
| 60 | Терновский        | посёлок              | Получено слишком много сущностей из Викиданные. Количество загруженных сущностей: 500/500. |
| 61 | Троицкое          | село                 | Получено слишком много сущностей из Викиданные. Количество загруженных сущностей: 500/500. |
| 62 | Тулучеевка        | посёлок              | Получено слишком много сущностей из Викиданные. Количество загруженных сущностей: 500/500. |
| 63 | Централь          | посёлок              | Получено слишком много сущностей из Викиданные. Количество загруженных сущностей: 500/500. |
| 64 | Шевлягинский      | посёлок              | Получено слишком много сущностей из Викиданные. Количество загруженных сущностей: 500/500. |
| 65 | Щепетное          | посёлок              | Получено слишком много сущностей из Викиданные. Количество загруженных сущностей: 500/500. |
| 66 | Ярки              | село                 | Получено слишком много сущностей из Викиданные. Количество загруженных сущностей: 500/500. |

### Ольховатский
| №  | Населённый пункт | Тип             | Население                                                                                  |
| -- | ---------------- | --------------- | ------------------------------------------------------------------------------------------ |
| 1  | Андриановка      | хутор           | Получено слишком много сущностей из Викиданные. Количество загруженных сущностей: 500/500. |
| 2  | Большие Базы     | посёлок         | Получено слишком много сущностей из Викиданные. Количество загруженных сущностей: 500/500. |
| 3  | Бугаевка         | посёлок         | Получено слишком много сущностей из Викиданные. Количество загруженных сущностей: 500/500. |
| 4  | Высокий          | хутор           | Получено слишком много сущностей из Викиданные. Количество загруженных сущностей: 500/500. |
| 5  | Гвоздовка        | хутор           | Получено слишком много сущностей из Викиданные. Количество загруженных сущностей: 500/500. |
| 6  | Долгенький       | хутор           | Получено слишком много сущностей из Викиданные. Количество загруженных сущностей: 500/500. |
| 7  | Дроздово         | хутор           | Получено слишком много сущностей из Викиданные. Количество загруженных сущностей: 500/500. |
| 8  | Ерёмино          | хутор           | Получено слишком много сущностей из Викиданные. Количество загруженных сущностей: 500/500. |
| 9  | Заболотовка      | посёлок         | Получено слишком много сущностей из Викиданные. Количество загруженных сущностей: 500/500. |
| 10 | Загирянка        | посёлок         | Получено слишком много сущностей из Викиданные. Количество загруженных сущностей: 500/500. |
| 11 | имени Ленина     | посёлок         | Получено слишком много сущностей из Викиданные. Количество загруженных сущностей: 500/500. |
| 12 | Караяшник        | слобода         | Получено слишком много сущностей из Викиданные. Количество загруженных сущностей: 500/500. |
| 13 | Кирьянов         | хутор           | Получено слишком много сущностей из Викиданные. Количество загруженных сущностей: 500/500. |
| 14 | Колесниково      | хутор           | Получено слишком много сущностей из Викиданные. Количество загруженных сущностей: 500/500. |
| 15 | Комсомольское    | посёлок         | Получено слишком много сущностей из Викиданные. Количество загруженных сущностей: 500/500. |
| 16 | Конное           | посёлок         | Получено слишком много сущностей из Викиданные. Количество загруженных сущностей: 500/500. |
| 17 | Копаная 1-я      | слобода         | Получено слишком много сущностей из Викиданные. Количество загруженных сущностей: 500/500. |
| 18 | Копаная 2-я      | слобода         | Получено слишком много сущностей из Викиданные. Количество загруженных сущностей: 500/500. |
| 19 | Костово          | село            | Получено слишком много сущностей из Викиданные. Количество загруженных сущностей: 500/500. |
| 20 | Кошарный         | хутор           | Получено слишком много сущностей из Викиданные. Количество загруженных сущностей: 500/500. |
| 21 | Кравцовка        | хутор           | Получено слишком много сущностей из Викиданные. Количество загруженных сущностей: 500/500. |
| 22 | Красный Курган   | посёлок         | Получено слишком много сущностей из Викиданные. Количество загруженных сущностей: 500/500. |
| 23 | Красный Октябрь  | хутор           | Получено слишком много сущностей из Викиданные. Количество загруженных сущностей: 500/500. |
| 24 | Кривая Берёза    | хутор           | Получено слишком много сущностей из Викиданные. Количество загруженных сущностей: 500/500. |
| 25 | Крюков           | хутор           | Получено слишком много сущностей из Викиданные. Количество загруженных сущностей: 500/500. |
| 26 | Кулишовка        | посёлок         | Получено слишком много сущностей из Викиданные. Количество загруженных сущностей: 500/500. |
| 27 | Лесное Уколово   | хутор           | Получено слишком много сущностей из Викиданные. Количество загруженных сущностей: 500/500. |
| 28 | Лимарев          | хутор           | Получено слишком много сущностей из Викиданные. Количество загруженных сущностей: 500/500. |
| 29 | Малые Базы       | посёлок         | Получено слишком много сущностей из Викиданные. Количество загруженных сущностей: 500/500. |
| 30 | Марченковка      | слобода         | Получено слишком много сущностей из Викиданные. Количество загруженных сущностей: 500/500. |
| 31 | Марьевка         | слобода         | Получено слишком много сущностей из Викиданные. Количество загруженных сущностей: 500/500. |
| 32 | Назаровка        | хутор           | Получено слишком много сущностей из Викиданные. Количество загруженных сущностей: 500/500. |
| 33 | Неровновка       | слобода         | Получено слишком много сущностей из Викиданные. Количество загруженных сущностей: 500/500. |
| 34 | Новая Сотня      | хутор           | Получено слишком много сущностей из Викиданные. Количество загруженных сущностей: 500/500. |
| 35 | Новогеоргиевка   | хутор           | Получено слишком много сущностей из Викиданные. Количество загруженных сущностей: 500/500. |
| 36 | Новодмитриевка   | хутор           | Получено слишком много сущностей из Викиданные. Количество загруженных сущностей: 500/500. |
| 37 | Новокараяшник    | слобода         | Получено слишком много сущностей из Викиданные. Количество загруженных сущностей: 500/500. |
| 38 | Новокулишовка    | посёлок         | Получено слишком много сущностей из Викиданные. Количество загруженных сущностей: 500/500. |
| 39 | Новомосковский   | хутор           | Получено слишком много сущностей из Викиданные. Количество загруженных сущностей: 500/500. |
| 40 | Новохарьковка    | слобода         | Получено слишком много сущностей из Викиданные. Количество загруженных сущностей: 500/500. |
| 41 | Ольховатка       | рабочий посёлок | Получено слишком много сущностей из Викиданные. Количество загруженных сущностей: 500/500. |
| 42 | Первомайское     | посёлок         | Получено слишком много сущностей из Викиданные. Количество загруженных сущностей: 500/500. |
| 43 | Песчаный         | хутор           | Получено слишком много сущностей из Викиданные. Количество загруженных сущностей: 500/500. |
| 44 | Политотдельское  | посёлок         | Получено слишком много сущностей из Викиданные. Количество загруженных сущностей: 500/500. |
| 45 | Постоялый        | хутор           | Получено слишком много сущностей из Викиданные. Количество загруженных сущностей: 500/500. |
| 46 | Раковка          | посёлок         | Получено слишком много сущностей из Викиданные. Количество загруженных сущностей: 500/500. |
| 47 | Ремезово         | хутор           | Получено слишком много сущностей из Викиданные. Количество загруженных сущностей: 500/500. |
| 48 | Родина Героя     | хутор           | Получено слишком много сущностей из Викиданные. Количество загруженных сущностей: 500/500. |
| 49 | Рыбный           | хутор           | Получено слишком много сущностей из Викиданные. Количество загруженных сущностей: 500/500. |
| 50 | Саловка          | посёлок         | Получено слишком много сущностей из Викиданные. Количество загруженных сущностей: 500/500. |
| 51 | Степное          | посёлок         | Получено слишком много сущностей из Викиданные. Количество загруженных сущностей: 500/500. |
| 52 | Шапошниковка     | слобода         | Получено слишком много сущностей из Викиданные. Количество загруженных сущностей: 500/500. |
| 53 | Юрасовка         | слобода         | Получено слишком много сущностей из Викиданные. Количество загруженных сущностей: 500/500. |
| 54 | Ясиновка         | хутор           | Получено слишком много сущностей из Викиданные. Количество загруженных сущностей: 500/500. |

### Острогожский
| №  | Населённый пункт                              | Тип     | Население                                                                                   |
| -- | --------------------------------------------- | ------- | ------------------------------------------------------------------------------------------- |
| 1  | 1-го отделения совхоза «Острогожский»         | посёлок | Получено слишком много сущностей из Викиданные. Количество загруженных сущностей: 500/500.  |
| 2  | 1-го отделения совхоза «Победа»               | посёлок | Получено слишком много сущностей из Викиданные. Количество загруженных сущностей: 500/500.  |
| 3  | 2-го отделения совхоза «Острогожский»         | посёлок | Получено слишком много сущностей из Викиданные. Количество загруженных сущностей: 500/500.  |
| 4  | 2-го отделения совхоза «Победа»               | посёлок | Получено слишком много сущностей из Викиданные. Количество загруженных сущностей: 500/500.  |
| 5  | 3-го отделения совхоза «Победа»               | посёлок | Получено слишком много сущностей из Викиданные. Количество загруженных сущностей: 500/500.  |
| 6  | Аверино                                       | хутор   | Получено слишком много сущностей из Викиданные. Количество загруженных сущностей: 500/500.  |
| 7  | Александровка                                 | хутор   | Получено слишком много сущностей из Викиданные. Количество загруженных сущностей: 500/500.  |
| 8  | Берёзово                                      | село    | Получено слишком много сущностей из Викиданные. Количество загруженных сущностей: 500/500.  |
| 9  | Ближнее Стояново                              | хутор   | Получено слишком много сущностей из Викиданные. Количество загруженных сущностей: 500/500.  |
| 10 | Ближняя Полубянка                             | село    | Получено слишком много сущностей из Викиданные. Количество загруженных сущностей: 500/500.  |
| 11 | Болдыревка                                    | село    | Получено слишком много сущностей из Викиданные. Количество загруженных сущностей: 500/500.  |
| 12 | Бузенки                                       | хутор   | Получено слишком много сущностей из Викиданные. Количество загруженных сущностей: 500/500.  |
| 13 | Веретье                                       | село    | Получено слишком много сущностей из Викиданные. Количество загруженных сущностей: 500/500.  |
| 14 | Верхний Ольшан                                | село    | Получено слишком много сущностей из Викиданные. Количество загруженных сущностей: 500/500.  |
| 15 | Весёлый                                       | хутор   | Получено слишком много сущностей из Викиданные. Количество загруженных сущностей: 500/500.  |
| 16 | Владимировка                                  | хутор   | Получено слишком много сущностей из Викиданные. Количество загруженных сущностей: 500/500.  |
| 17 | Волошино                                      | село    | Получено слишком много сущностей из Викиданные. Количество загруженных сущностей: 500/500.  |
| 18 | Гнилое                                        | село    | Получено слишком много сущностей из Викиданные. Количество загруженных сущностей: 500/500.  |
| 19 | Гослесопитомника                              | посёлок | Получено слишком много сущностей из Викиданные. Количество загруженных сущностей: 500/500.  |
| 20 | Гостинный                                     | хутор   | Получено слишком много сущностей из Викиданные. Количество загруженных сущностей: 500/500.  |
| 21 | Грушевая Поляна                               | посёлок | Получено слишком много сущностей из Викиданные. Количество загруженных сущностей: 500/500.  |
| 22 | Губаревка                                     | хутор   | Получено слишком много сущностей из Викиданные. Количество загруженных сущностей: 500/500.  |
| 23 | Дальняя Полубянка                             | село    | Получено слишком много сущностей из Викиданные. Количество загруженных сущностей: 500/500.  |
| 24 | Девица                                        | село    | Получено слишком много сущностей из Викиданные. Количество загруженных сущностей: 500/500.  |
| 25 | Десятки                                       | хутор   | Получено слишком много сущностей из Викиданные. Количество загруженных сущностей: 500/500.  |
| 26 | Должик                                        | хутор   | Получено слишком много сущностей из Викиданные. Количество загруженных сущностей: 500/500.  |
| 27 | Дубовой                                       | хутор   | Получено слишком много сущностей из Викиданные. Количество загруженных сущностей: 500/500.  |
| 28 | Ездочное                                      | село    | Получено слишком много сущностей из Викиданные. Количество загруженных сущностей: 500/500.  |
| 29 | Завершье                                      | село    | Получено слишком много сущностей из Викиданные. Количество загруженных сущностей: 500/500.  |
| 30 | Засосна                                       | хутор   | Получено слишком много сущностей из Викиданные. Количество загруженных сущностей: 500/500.  |
| 31 | Ивановский                                    | хутор   | Получено слишком много сущностей из Викиданные. Количество загруженных сущностей: 500/500.  |
| 32 | Калинин                                       | хутор   | Получено слишком много сущностей из Викиданные. Количество загруженных сущностей: 500/500.  |
| 33 | Клин                                          | хутор   | Получено слишком много сущностей из Викиданные. Количество загруженных сущностей: 500/500.  |
| 34 | Кодубец                                       | хутор   | Получено слишком много сущностей из Викиданные. Количество загруженных сущностей: 500/500.  |
| 35 | Коловатовка                                   | деревня | Получено слишком много сущностей из Викиданные. Количество загруженных сущностей: 500/500.  |
| 36 | Коротояк                                      | село    | Получено слишком много сущностей из Викиданные. Количество загруженных сущностей: 500/500.  |
| 37 | Кривая Поляна                                 | село    | Получено слишком много сущностей из Викиданные. Количество загруженных сущностей: 500/500.  |
| 38 | Криница                                       | село    | Получено слишком много сущностей из Викиданные. Количество загруженных сущностей: 500/500.  |
| 39 | Литвиновка                                    | хутор   | Получено слишком много сущностей из Викиданные. Количество загруженных сущностей: 500/500.  |
| 40 | Лобкин                                        | хутор   | Получено слишком много сущностей из Викиданные. Количество загруженных сущностей: 500/500.  |
| 41 | Луки                                          | посёлок | Получено слишком много сущностей из Викиданные. Количество загруженных сущностей: 500/500.  |
| 42 | Мастюгино                                     | село    | Получено слишком много сущностей из Викиданные. Количество загруженных сущностей: 500/500.  |
| 43 | Мостище                                       | хутор   | Получено слишком много сущностей из Викиданные. Количество загруженных сущностей: 500/500.  |
| 44 | Нижний Ольшан                                 | село    | Получено слишком много сущностей из Викиданные. Количество загруженных сущностей: 500/500.  |
| 45 | Новая Мельница                                | село    | Получено слишком много сущностей из Викиданные. Количество загруженных сущностей: 500/500.  |
| 46 | Новая Осиновка                                | село    | Получено слишком много сущностей из Викиданные. Количество загруженных сущностей: 500/500.  |
| 47 | Ново-Успенка                                  | хутор   | Получено слишком много сущностей из Викиданные. Количество загруженных сущностей: 500/500.  |
| 48 | Острогожск                                    | город   | Получено слишком много сущностей из Викиданные. Количество загруженных сущностей: 500/500.  |
| 49 | Павловский                                    | посёлок | Получено слишком много сущностей из Викиданные. Количество загруженных сущностей: 500/500.  |
| 50 | Паленин                                       | хутор   | Получено слишком много сущностей из Викиданные. Количество загруженных сущностей: 500/500.  |
| 51 | Пахолок                                       | хутор   | Получено слишком много сущностей из Викиданные. Количество загруженных сущностей: 500/500.  |
| 52 | Пески-Харьковские                             | посёлок | Получено слишком много сущностей из Викиданные. Количество загруженных сущностей: 500/500.  |
| 53 | Петренково                                    | село    | Получено слишком много сущностей из Викиданные. Количество загруженных сущностей: 500/500.  |
| 54 | Петропавловка                                 | село    | Получено слишком много сущностей из Викиданные. Количество загруженных сущностей: 500/500.  |
| 55 | Покровка                                      | село    | Получено слишком много сущностей из Викиданные. Количество загруженных сущностей: 500/500.  |
| 56 | Прилепы                                       | хутор   | Получено слишком много сущностей из Викиданные. Количество загруженных сущностей: 500/500.  |
| 57 | Прокопец                                      | хутор   | Получено слишком много сущностей из Викиданные. Количество загруженных сущностей: 500/500.  |
| 58 | Растыкайловка                                 | хутор   | Получено слишком много сущностей из Викиданные. Количество загруженных сущностей: 500/500.  |
| 59 | Родники                                       | хутор   | Получено слишком много сущностей из Викиданные. Количество загруженных сущностей: 500/500.  |
| 60 | Русская Тростянка                             | село    | Получено слишком много сущностей из Викиданные. Количество загруженных сущностей: 500/500.  |
| 61 | Рыбное                                        | село    | Получено слишком много сущностей из Викиданные. Количество загруженных сущностей: 500/500.  |
| 62 | Самопомощь                                    | хутор   | Получено слишком много сущностей из Викиданные. Количество загруженных сущностей: 500/500.  |
| 63 | Сельхозтехника                                | посёлок | Получено слишком много сущностей из Викиданные. Количество загруженных сущностей: 500/500.  |
| 64 | Сибирский                                     | посёлок | Получено слишком много сущностей из Викиданные. Количество загруженных сущностей: 500/500.  |
| 65 | Солдатское                                    | село    | Получено слишком много сущностей из Викиданные. Количество загруженных сущностей: 500/500.  |
| 66 | Средне-Воскресенское                          | село    | Получено слишком много сущностей из Викиданные. Количество загруженных сущностей: 500/500.  |
| 67 | Сторожевое Первое                             | село    | Получено слишком много сущностей из Викиданные. Количество загруженных сущностей: 500/500.  |
| 68 | Стрелица                                      | посёлок | Получено слишком много сущностей из Викиданные. Количество загруженных сущностей: 500/500.  |
| 69 | Таволжанка                                    | посёлок | Получено слишком много сущностей из Викиданные. Количество загруженных сущностей: 500/500.] |
| 70 | Терновое                                      | село    | Получено слишком много сущностей из Викиданные. Количество загруженных сущностей: 500/500.  |
| 71 | Труд                                          | посёлок | Получено слишком много сущностей из Викиданные. Количество загруженных сущностей: 500/500.  |
| 72 | Урыв-Покровка                                 | село    | Получено слишком много сущностей из Викиданные. Количество загруженных сущностей: 500/500.  |
| 73 | Успенское                                     | село    | Получено слишком много сущностей из Викиданные. Количество загруженных сущностей: 500/500.  |
| 74 | Ушаков                                        | хутор   | Получено слишком много сущностей из Викиданные. Количество загруженных сущностей: 500/500.  |
| 75 | Хохол-Тростянка                               | село    | Получено слишком много сущностей из Викиданные. Количество загруженных сущностей: 500/500.  |
| 76 | Центрального отделения совхоза «Острогожский» | посёлок | Получено слишком много сущностей из Викиданные. Количество загруженных сущностей: 500/500.  |
| 77 | Шинкин                                        | хутор   | Получено слишком много сущностей из Викиданные. Количество загруженных сущностей: 500/500.  |
| 78 | Шубное                                        | село    | Получено слишком много сущностей из Викиданные. Количество загруженных сущностей: 500/500.  |
| 79 | Элеваторный                                   | посёлок | Получено слишком много сущностей из Викиданные. Количество загруженных сущностей: 500/500.  |
| 80 | Яблочный                                      | хутор   | Получено слишком много сущностей из Викиданные. Количество загруженных сущностей: 500/500.  |

### Павловский
| №  | Населённый пункт      | Тип     | Население                                                                                  |
| -- | --------------------- | ------- | ------------------------------------------------------------------------------------------ |
| 1  | Александровка         | село    | Получено слишком много сущностей из Викиданные. Количество загруженных сущностей: 500/500. |
| 2  | Александровка Донская | село    | Получено слишком много сущностей из Викиданные. Количество загруженных сущностей: 500/500. |
| 3  | Антиповка             | деревня | Получено слишком много сущностей из Викиданные. Количество загруженных сущностей: 500/500. |
| 4  | Бабка                 | село    | Получено слишком много сущностей из Викиданные. Количество загруженных сущностей: 500/500. |
| 5  | Безымянный            | хутор   | Получено слишком много сущностей из Викиданные. Количество загруженных сущностей: 500/500. |
| 6  | Белая Деревня         | посёлок | Получено слишком много сущностей из Викиданные. Количество загруженных сущностей: 500/500. |
| 7  | Берёзки               | село    | Получено слишком много сущностей из Викиданные. Количество загруженных сущностей: 500/500. |
| 8  | Берёзово              | село    | Получено слишком много сущностей из Викиданные. Количество загруженных сущностей: 500/500. |
| 9  | Большая Казинка       | село    | Получено слишком много сущностей из Викиданные. Количество загруженных сущностей: 500/500. |
| 10 | Варваровка            | село    | Получено слишком много сущностей из Викиданные. Количество загруженных сущностей: 500/500. |
| 11 | Воронцовка            | село    | Получено слишком много сущностей из Викиданные. Количество загруженных сущностей: 500/500. |
| 12 | Гаврильск             | село    | Получено слишком много сущностей из Викиданные. Количество загруженных сущностей: 500/500. |
| 13 | Гаврильские Сады      | село    | Получено слишком много сущностей из Викиданные. Количество загруженных сущностей: 500/500. |
| 14 | Грань                 | село    | Получено слишком много сущностей из Викиданные. Количество загруженных сущностей: 500/500. |
| 15 | Данило                | хутор   | Получено слишком много сущностей из Викиданные. Количество загруженных сущностей: 500/500. |
| 16 | Елизаветовка          | село    | Получено слишком много сущностей из Викиданные. Количество загруженных сущностей: 500/500. |
| 17 | Ерышёвка              | село    | Получено слишком много сущностей из Викиданные. Количество загруженных сущностей: 500/500. |
| 18 | Желдаковка            | посёлок | Получено слишком много сущностей из Викиданные. Количество загруженных сущностей: 500/500. |
| 19 | Заосередные Сады      | посёлок | Получено слишком много сущностей из Викиданные. Количество загруженных сущностей: 500/500. |
| 20 | имени Жданова         | посёлок | Получено слишком много сущностей из Викиданные. Количество загруженных сущностей: 500/500. |
| 21 | Каменск               | посёлок | Получено слишком много сущностей из Викиданные. Количество загруженных сущностей: 500/500. |
| 22 | Карла Маркса          | посёлок | Получено слишком много сущностей из Викиданные. Количество загруженных сущностей: 500/500. |
| 23 | Княжево               | село    | Получено слишком много сущностей из Викиданные. Количество загруженных сущностей: 500/500. |
| 24 | Копанки               | посёлок | Получено слишком много сущностей из Викиданные. Количество загруженных сущностей: 500/500. |
| 25 | Крицкий               | хутор   | Получено слишком много сущностей из Викиданные. Количество загруженных сущностей: 500/500. |
| 26 | Ливенка               | село    | Получено слишком много сущностей из Викиданные. Количество загруженных сущностей: 500/500. |
| 27 | Лосево                | село    | Получено слишком много сущностей из Викиданные. Количество загруженных сущностей: 500/500. |
| 28 | Максимово             | хутор   | Получено слишком много сущностей из Викиданные. Количество загруженных сущностей: 500/500. |
| 29 | Малая Казинка         | село    | Получено слишком много сущностей из Викиданные. Количество загруженных сущностей: 500/500. |
| 30 | Михайловка            | село    | Получено слишком много сущностей из Викиданные. Количество загруженных сущностей: 500/500. |
| 31 | Момотов               | село    | Получено слишком много сущностей из Викиданные. Количество загруженных сущностей: 500/500. |
| 32 | Николаевка            | село    | Получено слишком много сущностей из Викиданные. Количество загруженных сущностей: 500/500. |
| 33 | Новенький             | посёлок | Получено слишком много сущностей из Викиданные. Количество загруженных сущностей: 500/500. |
| 34 | Новомаксимово         | хутор   | Получено слишком много сущностей из Викиданные. Количество загруженных сущностей: 500/500. |
| 35 | Павловск              | город   | Получено слишком много сущностей из Викиданные. Количество загруженных сущностей: 500/500. |
| 36 | Переездной            | хутор   | Получено слишком много сущностей из Викиданные. Количество загруженных сущностей: 500/500. |
| 37 | Пески                 | село    | Получено слишком много сущностей из Викиданные. Количество загруженных сущностей: 500/500. |
| 38 | Петровка              | село    | Получено слишком много сущностей из Викиданные. Количество загруженных сущностей: 500/500. |
| 39 | Подгоры               | хутор   | Получено слишком много сущностей из Викиданные. Количество загруженных сущностей: 500/500. |
| 40 | Поддубный             | хутор   | Получено слишком много сущностей из Викиданные. Количество загруженных сущностей: 500/500. |
| 41 | Покровка              | село    | Получено слишком много сущностей из Викиданные. Количество загруженных сущностей: 500/500. |
| 42 | Преображенка          | село    | Получено слишком много сущностей из Викиданные. Количество загруженных сущностей: 500/500. |
| 43 | Рассвет               | посёлок | Получено слишком много сущностей из Викиданные. Количество загруженных сущностей: 500/500. |
| 44 | Русская Буйловка      | село    | Получено слишком много сущностей из Викиданные. Количество загруженных сущностей: 500/500. |
| 45 | Ступино               | хутор   | Получено слишком много сущностей из Викиданные. Количество загруженных сущностей: 500/500. |
| 46 | Сухое Данило          | хутор   | Получено слишком много сущностей из Викиданные. Количество загруженных сущностей: 500/500. |
| 47 | Сын Революции         | хутор   | Получено слишком много сущностей из Викиданные. Количество загруженных сущностей: 500/500. |
| 48 | Тумановка             | хутор   | Получено слишком много сущностей из Викиданные. Количество загруженных сущностей: 500/500. |
| 49 | Хвощеватый            | хутор   | Получено слишком много сущностей из Викиданные. Количество загруженных сущностей: 500/500. |
| 50 | Царёвка               | село    | Получено слишком много сущностей из Викиданные. Количество загруженных сущностей: 500/500. |
| 51 | Черкасское            | село    | Получено слишком много сущностей из Викиданные. Количество загруженных сущностей: 500/500. |
| 52 | Чугуновка             | хутор   | Получено слишком много сущностей из Викиданные. Количество загруженных сущностей: 500/500. |
| 53 | Шкурлат 3-й           | посёлок | Получено слишком много сущностей из Викиданные. Количество загруженных сущностей: 500/500. |
| 54 | Шувалов               | село    | Получено слишком много сущностей из Викиданные. Количество загруженных сущностей: 500/500. |

### Панинский
| №  | Населённый пункт                            | Тип             | Население                                                                                  |
| -- | ------------------------------------------- | --------------- | ------------------------------------------------------------------------------------------ |
| 1  | 3-го отделения племсовхоза «Победа Октября» | посёлок         | Получено слишком много сущностей из Викиданные. Количество загруженных сущностей: 500/500. |
| 2  | 5-го отделения совхоза «Михайловский»       | посёлок         | Получено слишком много сущностей из Викиданные. Количество загруженных сущностей: 500/500. |
| 3  | Агарков                                     | посёлок         | Получено слишком много сущностей из Викиданные. Количество загруженных сущностей: 500/500. |
| 4  | Александровка                               | село            | Получено слишком много сущностей из Викиданные. Количество загруженных сущностей: 500/500. |
| 5  | Александровка 2-я                           | село            | Получено слишком много сущностей из Викиданные. Количество загруженных сущностей: 500/500. |
| 6  | Алексеевка                                  | посёлок         | Получено слишком много сущностей из Викиданные. Количество загруженных сущностей: 500/500. |
| 7  | Алексеевка                                  | посёлок         | Получено слишком много сущностей из Викиданные. Количество загруженных сущностей: 500/500. |
| 8  | Алое Поле                                   | посёлок         | Получено слишком много сущностей из Викиданные. Количество загруженных сущностей: 500/500. |
| 9  | Барсучье                                    | посёлок         | Получено слишком много сущностей из Викиданные. Количество загруженных сущностей: 500/500. |
| 10 | Березняги                                   | посёлок         | Получено слишком много сущностей из Викиданные. Количество загруженных сущностей: 500/500. |
| 11 | Богородицкое                                | посёлок         | Получено слишком много сущностей из Викиданные. Количество загруженных сущностей: 500/500. |
| 12 | Большие Ясырки                              | посёлок         | Получено слишком много сущностей из Викиданные. Количество загруженных сущностей: 500/500. |
| 13 | Большой Мартын                              | село            | Получено слишком много сущностей из Викиданные. Количество загруженных сущностей: 500/500. |
| 14 | Борщёво                                     | село            | Получено слишком много сущностей из Викиданные. Количество загруженных сущностей: 500/500. |
| 15 | Верхняя Катуховка                           | село            | Получено слишком много сущностей из Викиданные. Количество загруженных сущностей: 500/500. |
| 16 | Георгиевка                                  | село            | Получено слишком много сущностей из Викиданные. Количество загруженных сущностей: 500/500. |
| 17 | Дмитриевка                                  | село            | Получено слишком много сущностей из Викиданные. Количество загруженных сущностей: 500/500. |
| 18 | Ивановка                                    | село            | Получено слишком много сущностей из Викиданные. Количество загруженных сущностей: 500/500. |
| 19 | Ивановка 1-я                                | село            | Получено слишком много сущностей из Викиданные. Количество загруженных сущностей: 500/500. |
| 20 | Икорецкое                                   | посёлок         | Получено слишком много сущностей из Викиданные. Количество загруженных сущностей: 500/500. |
| 21 | Казиновка                                   | посёлок         | Получено слишком много сущностей из Викиданные. Количество загруженных сущностей: 500/500. |
| 22 | Калининский                                 | посёлок         | Получено слишком много сущностей из Викиданные. Количество загруженных сущностей: 500/500. |
| 23 | Калмычёк                                    | село            | Получено слишком много сущностей из Викиданные. Количество загруженных сущностей: 500/500. |
| 24 | Капканчиковые Дворики                       | посёлок         | Получено слишком много сущностей из Викиданные. Количество загруженных сущностей: 500/500. |
| 25 | Катуховские Выселки 2-е                     | посёлок         | Получено слишком много сущностей из Викиданные. Количество загруженных сущностей: 500/500. |
| 26 | Кировское                                   | посёлок         | Получено слишком много сущностей из Викиданные. Количество загруженных сущностей: 500/500. |
| 27 | Козьминский                                 | посёлок         | Получено слишком много сущностей из Викиданные. Количество загруженных сущностей: 500/500. |
| 28 | Красное                                     | село            | Получено слишком много сущностей из Викиданные. Количество загруженных сущностей: 500/500. |
| 29 | Красные Холмы                               | село            | Получено слишком много сущностей из Викиданные. Количество загруженных сущностей: 500/500. |
| 30 | Красный Лиман                               | село            | Получено слишком много сущностей из Викиданные. Количество загруженных сущностей: 500/500. |
| 31 | Красный Лиман 2-й                           | село            | Получено слишком много сущностей из Викиданные. Количество загруженных сущностей: 500/500. |
| 32 | Криуша                                      | село            | Получено слишком много сущностей из Викиданные. Количество загруженных сущностей: 500/500. |
| 33 | Криушанские Выселки 1-е                     | посёлок         | Получено слишком много сущностей из Викиданные. Количество загруженных сущностей: 500/500. |
| 34 | Майский                                     | посёлок         | Получено слишком много сущностей из Викиданные. Количество загруженных сущностей: 500/500. |
| 35 | Малые Ясырки                                | посёлок         | Получено слишком много сущностей из Викиданные. Количество загруженных сущностей: 500/500. |
| 36 | Малый Мартын                                | посёлок         | Получено слишком много сущностей из Викиданные. Количество загруженных сущностей: 500/500. |
| 37 | Марьевка                                    | село            | Получено слишком много сущностей из Викиданные. Количество загруженных сущностей: 500/500. |
| 38 | Мировка                                     | село            | Получено слишком много сущностей из Викиданные. Количество загруженных сущностей: 500/500. |
| 39 | Михайловка 1-я                              | село            | Получено слишком много сущностей из Викиданные. Количество загруженных сущностей: 500/500. |
| 40 | Михайловка 2-я                              | село            | Получено слишком много сущностей из Викиданные. Количество загруженных сущностей: 500/500. |
| 41 | Михайловский                                | посёлок         | Получено слишком много сущностей из Викиданные. Количество загруженных сущностей: 500/500. |
| 42 | Мичуринский                                 | посёлок         | Получено слишком много сущностей из Викиданные. Количество загруженных сущностей: 500/500. |
| 43 | Нащёкинские Выселки                         | посёлок         | Получено слишком много сущностей из Викиданные. Количество загруженных сущностей: 500/500. |
| 44 | Никольское                                  | село            | Получено слишком много сущностей из Викиданные. Количество загруженных сущностей: 500/500. |
| 45 | Никольское 1-е                              | посёлок         | Получено слишком много сущностей из Викиданные. Количество загруженных сущностей: 500/500. |
| 46 | Никольское 2-е                              | посёлок         | Получено слишком много сущностей из Викиданные. Количество загруженных сущностей: 500/500. |
| 47 | Новоалександровка                           | село            | Получено слишком много сущностей из Викиданные. Количество загруженных сущностей: 500/500. |
| 48 | Новоданковский                              | посёлок         | Получено слишком много сущностей из Викиданные. Количество загруженных сущностей: 500/500. |
| 49 | Новоепифановка                              | посёлок         | Получено слишком много сущностей из Викиданные. Количество загруженных сущностей: 500/500. |
| 50 | Новопокровка                                | посёлок         | Получено слишком много сущностей из Викиданные. Количество загруженных сущностей: 500/500. |
| 51 | Новохреновое                                | село            | Получено слишком много сущностей из Викиданные. Количество загруженных сущностей: 500/500. |
| 52 | Октябрьский                                 | посёлок         | Получено слишком много сущностей из Викиданные. Количество загруженных сущностей: 500/500. |
| 53 | Отрада                                      | посёлок         | Получено слишком много сущностей из Викиданные. Количество загруженных сущностей: 500/500. |
| 54 | Павловка                                    | посёлок         | Получено слишком много сущностей из Викиданные. Количество загруженных сущностей: 500/500. |
| 55 | Пады                                        | село            | Получено слишком много сущностей из Викиданные. Количество загруженных сущностей: 500/500. |
| 56 | Панино                                      | рабочий посёлок | Получено слишком много сущностей из Викиданные. Количество загруженных сущностей: 500/500. |
| 57 | Партизан                                    | посёлок         | Получено слишком много сущностей из Викиданные. Количество загруженных сущностей: 500/500. |
| 58 | Первомайский                                | посёлок         | Получено слишком много сущностей из Викиданные. Количество загруженных сущностей: 500/500. |
| 59 | Первомайского отделения конезавода № 11     | посёлок         | Получено слишком много сущностей из Викиданные. Количество загруженных сущностей: 500/500. |
| 60 | Перелёшино                                  | посёлок         | Получено слишком много сущностей из Викиданные. Количество загруженных сущностей: 500/500. |
| 61 | Перелёшинский                               | рабочий посёлок | Получено слишком много сущностей из Викиданные. Количество загруженных сущностей: 500/500. |
| 62 | Петровское                                  | село            | Получено слишком много сущностей из Викиданные. Количество загруженных сущностей: 500/500. |
| 63 | Пылёвка                                     | посёлок         | Получено слишком много сущностей из Викиданные. Количество загруженных сущностей: 500/500. |
| 64 | Росташевка                                  | посёлок         | Получено слишком много сущностей из Викиданные. Количество загруженных сущностей: 500/500. |
| 65 | Сергеевка                                   | село            | Получено слишком много сущностей из Викиданные. Количество загруженных сущностей: 500/500. |
| 66 | совхоза «Первомайский»                      | посёлок         | Получено слишком много сущностей из Викиданные. Количество загруженных сущностей: 500/500. |
| 67 | Софьинка                                    | село            | Получено слишком много сущностей из Викиданные. Количество загруженных сущностей: 500/500. |
| 68 | Тарасовка                                   | посёлок         | Получено слишком много сущностей из Викиданные. Количество загруженных сущностей: 500/500. |
| 69 | Тимирязевский                               | посёлок         | Получено слишком много сущностей из Викиданные. Количество загруженных сущностей: 500/500. |
| 70 | Тойда                                       | посёлок         | Получено слишком много сущностей из Викиданные. Количество загруженных сущностей: 500/500. |
| 71 | Тойда 1-я                                   | посёлок         | Получено слишком много сущностей из Викиданные. Количество загруженных сущностей: 500/500. |
| 72 | Тойда 2-я                                   | посёлок         | Получено слишком много сущностей из Викиданные. Количество загруженных сущностей: 500/500. |
| 73 | Тойденский                                  | посёлок         | Получено слишком много сущностей из Викиданные. Количество загруженных сущностей: 500/500. |
| 74 | Усманские Выселки                           | село            | Получено слишком много сущностей из Викиданные. Количество загруженных сущностей: 500/500. |
| 75 | Фёдоровка                                   | посёлок         | Получено слишком много сущностей из Викиданные. Количество загруженных сущностей: 500/500. |
| 76 | Хавёнка                                     | посёлок         | Получено слишком много сущностей из Викиданные. Количество загруженных сущностей: 500/500. |
| 77 | Хитровка                                    | село            | Получено слишком много сущностей из Викиданные. Количество загруженных сущностей: 500/500. |
| 78 | Чернавка                                    | село            | Получено слишком много сущностей из Викиданные. Количество загруженных сущностей: 500/500. |
| 79 | Шанинский                                   | посёлок         | Получено слишком много сущностей из Викиданные. Количество загруженных сущностей: 500/500. |
| 80 | Шарко-Бакумовка                             | посёлок         | Получено слишком много сущностей из Викиданные. Количество загруженных сущностей: 500/500. |
| 81 | Щербачёвка                                  | посёлок         | Получено слишком много сущностей из Викиданные. Количество загруженных сущностей: 500/500. |

### Петропавловский
| №  | Населённый пункт                          | Тип     | Население                                                                                  |
| -- | ----------------------------------------- | ------- | ------------------------------------------------------------------------------------------ |
| 1  | 1-го отделения совхоза «Старокриушанский» | посёлок | Получено слишком много сущностей из Викиданные. Количество загруженных сущностей: 500/500. |
| 2  | Александровка                             | хутор   | Получено слишком много сущностей из Викиданные. Количество загруженных сущностей: 500/500. |
| 3  | Березняги                                 | село    | Получено слишком много сущностей из Викиданные. Количество загруженных сущностей: 500/500. |
| 4  | Берёзовый                                 | хутор   | Получено слишком много сущностей из Викиданные. Количество загруженных сущностей: 500/500. |
| 5  | Бычок                                     | село    | Получено слишком много сущностей из Викиданные. Количество загруженных сущностей: 500/500. |
| 6  | Глубокое                                  | село    | Получено слишком много сущностей из Викиданные. Количество загруженных сущностей: 500/500. |
| 7  | Гондарев                                  | хутор   | Получено слишком много сущностей из Викиданные. Количество загруженных сущностей: 500/500. |
| 8  | Дедовка                                   | село    | Получено слишком много сущностей из Викиданные. Количество загруженных сущностей: 500/500. |
| 9  | Дедовочка                                 | село    | Получено слишком много сущностей из Викиданные. Количество загруженных сущностей: 500/500. |
| 10 | Замостье                                  | хутор   | Получено слишком много сущностей из Викиданные. Количество загруженных сущностей: 500/500. |
| 11 | Индычий                                   | хутор   | Получено слишком много сущностей из Викиданные. Количество загруженных сущностей: 500/500. |
| 12 | Котовка                                   | хутор   | Получено слишком много сущностей из Викиданные. Количество загруженных сущностей: 500/500. |
| 13 | Красносёловка                             | село    | Получено слишком много сущностей из Викиданные. Количество загруженных сущностей: 500/500. |
| 14 | Краснофлотское                            | село    | Получено слишком много сущностей из Викиданные. Количество загруженных сущностей: 500/500. |
| 15 | Новобогородицкое                          | село    | Получено слишком много сущностей из Викиданные. Количество загруженных сущностей: 500/500. |
| 16 | Новотроицкое                              | село    | Получено слишком много сущностей из Викиданные. Количество загруженных сущностей: 500/500. |
| 17 | Новый Лиман                               | село    | Получено слишком много сущностей из Викиданные. Количество загруженных сущностей: 500/500. |
| 18 | Огарев                                    | хутор   | Получено слишком много сущностей из Викиданные. Количество загруженных сущностей: 500/500. |
| 19 | Пески                                     | село    | Получено слишком много сущностей из Викиданные. Количество загруженных сущностей: 500/500. |
| 20 | Петропавловка                             | село    | Получено слишком много сущностей из Викиданные. Количество загруженных сущностей: 500/500. |
| 21 | совхоза «Маяк»                            | посёлок | Получено слишком много сущностей из Викиданные. Количество загруженных сущностей: 500/500. |
| 22 | совхоза «Труд»                            | посёлок | Получено слишком много сущностей из Викиданные. Количество загруженных сущностей: 500/500. |
| 23 | Прогорелое                                | село    | Получено слишком много сущностей из Викиданные. Количество загруженных сущностей: 500/500. |
| 24 | Рубеж                                     | хутор   | Получено слишком много сущностей из Викиданные. Количество загруженных сущностей: 500/500. |
| 25 | Старая Криуша                             | село    | Получено слишком много сущностей из Викиданные. Количество загруженных сущностей: 500/500. |
| 26 | Старая Меловая                            | село    | Получено слишком много сущностей из Викиданные. Количество загруженных сущностей: 500/500. |
| 27 | Фоменково                                 | село    | Получено слишком много сущностей из Викиданные. Количество загруженных сущностей: 500/500. |
| 28 | Червоно-Чехурский                         | хутор   | Получено слишком много сущностей из Викиданные. Количество загруженных сущностей: 500/500. |

### Поворинский
| №  | Населённый пункт | Тип          | Население                                                                                  |
| -- | ---------------- | ------------ | ------------------------------------------------------------------------------------------ |
| 1  | Байчурово        | село         | Получено слишком много сущностей из Викиданные. Количество загруженных сущностей: 500/500. |
| 2  | Взаимопомощь     | посёлок      | Получено слишком много сущностей из Викиданные. Количество загруженных сущностей: 500/500. |
| 3  | Вихляевка        | село         | Получено слишком много сущностей из Викиданные. Количество загруженных сущностей: 500/500. |
| 4  | Ильмень          | село         | Получено слишком много сущностей из Викиданные. Количество загруженных сущностей: 500/500. |
| 5  | Калмычёк         | посёлок      | Получено слишком много сущностей из Викиданные. Количество загруженных сущностей: 500/500. |
| 6  | Каменка          | село         | Получено слишком много сущностей из Викиданные. Количество загруженных сущностей: 500/500. |
| 7  | Кардаиловка      | село         | Получено слишком много сущностей из Викиданные. Количество загруженных сущностей: 500/500. |
| 8  | Красное Знамя    | посёлок      | Получено слишком много сущностей из Викиданные. Количество загруженных сущностей: 500/500. |
| 9  | Кривченково      | посёлок      | Получено слишком много сущностей из Викиданные. Количество загруженных сущностей: 500/500. |
| 10 | Мазурка          | село         | Получено слишком много сущностей из Викиданные. Количество загруженных сущностей: 500/500. |
| 11 | Моховое          | посёлок      | Получено слишком много сущностей из Викиданные. Количество загруженных сущностей: 500/500. |
| 12 | Октябрьский      | посёлок      | Получено слишком много сущностей из Викиданные. Количество загруженных сущностей: 500/500. |
| 13 | Октябрьское      | село         | Получено слишком много сущностей из Викиданные. Количество загруженных сущностей: 500/500. |
| 14 | Пески            | село         | Получено слишком много сущностей из Викиданные. Количество загруженных сущностей: 500/500. |
| 15 | Поворино         | город        | Получено слишком много сущностей из Викиданные. Количество загруженных сущностей: 500/500. |
| 16 | Поляна           | ж.д. станция | Получено слишком много сущностей из Викиданные. Количество загруженных сущностей: 500/500. |
| 17 | Поляна           | село         | Получено слишком много сущностей из Викиданные. Количество загруженных сущностей: 500/500. |
| 18 | Рождественское   | село         | Получено слишком много сущностей из Викиданные. Количество загруженных сущностей: 500/500. |
| 19 | Самодуровка      | село         | Получено слишком много сущностей из Викиданные. Количество загруженных сущностей: 500/500. |
| 20 | Чибизовка        | посёлок      | Получено слишком много сущностей из Викиданные. Количество загруженных сущностей: 500/500. |

### Подгоренский
| №  | Населённый пункт    | Тип     | Население                                                                                  |
| -- | ------------------- | ------- | ------------------------------------------------------------------------------------------ |
| 1  | Андреевка           | село    | Получено слишком много сущностей из Викиданные. Количество загруженных сущностей: 500/500. |
| 2  | Басовка             | село    | Получено слишком много сущностей из Викиданные. Количество загруженных сущностей: 500/500. |
| 3  | Белогорье           | село    | Получено слишком много сущностей из Викиданные. Количество загруженных сущностей: 500/500. |
| 4  | Белореченский       | хутор   | Получено слишком много сущностей из Викиданные. Количество загруженных сущностей: 500/500. |
| 5  | Берёзово            | село    | Получено слишком много сущностей из Викиданные. Количество загруженных сущностей: 500/500. |
| 6  | Большая Дмитровка   | хутор   | Получено слишком много сущностей из Викиданные. Количество загруженных сущностей: 500/500. |
| 7  | Большая Хвощеватка  | хутор   | Получено слишком много сущностей из Викиданные. Количество загруженных сущностей: 500/500. |
| 8  | Большой Скорорыб    | хутор   | Получено слишком много сущностей из Викиданные. Количество загруженных сущностей: 500/500. |
| 9  | Варваровка          | хутор   | Получено слишком много сущностей из Викиданные. Количество загруженных сущностей: 500/500. |
| 10 | Верхний Карабут     | село    | Получено слишком много сущностей из Викиданные. Количество загруженных сущностей: 500/500. |
| 11 | Витебск             | хутор   | Получено слишком много сущностей из Викиданные. Количество загруженных сущностей: 500/500. |
| 12 | Высокий Байрак      | хутор   | Получено слишком много сущностей из Викиданные. Количество загруженных сущностей: 500/500. |
| 13 | Гальский            | хутор   | Получено слишком много сущностей из Викиданные. Количество загруженных сущностей: 500/500. |
| 14 | Гарусёнок           | хутор   | Получено слишком много сущностей из Викиданные. Количество загруженных сущностей: 500/500. |
| 15 | Голубин             | хутор   | Получено слишком много сущностей из Викиданные. Количество загруженных сущностей: 500/500. |
| 16 | Гончаровка          | село    | Получено слишком много сущностей из Викиданные. Количество загруженных сущностей: 500/500. |
| 17 | Григорьевка         | хутор   | Получено слишком много сущностей из Викиданные. Количество загруженных сущностей: 500/500. |
| 18 | Гришевка            | хутор   | Получено слишком много сущностей из Викиданные. Количество загруженных сущностей: 500/500. |
| 19 | Даньковский         | хутор   | Получено слишком много сущностей из Викиданные. Количество загруженных сущностей: 500/500. |
| 20 | Должик              | хутор   | Получено слишком много сущностей из Викиданные. Количество загруженных сущностей: 500/500. |
| 21 | Духовое             | хутор   | Получено слишком много сущностей из Викиданные. Количество загруженных сущностей: 500/500. |
| 22 | Киров               | хутор   | Получено слишком много сущностей из Викиданные. Количество загруженных сущностей: 500/500. |
| 23 | Кирпичи             | хутор   | Получено слишком много сущностей из Викиданные. Количество загруженных сущностей: 500/500. |
| 24 | Колодежное          | село    | Получено слишком много сущностей из Викиданные. Количество загруженных сущностей: 500/500. |
| 25 | Коренщина           | хутор   | Получено слишком много сущностей из Викиданные. Количество загруженных сущностей: 500/500. |
| 26 | Костомарово         | село    | Получено слишком много сущностей из Викиданные. Количество загруженных сущностей: 500/500. |
| 27 | Костюковка          | село    | Получено слишком много сущностей из Викиданные. Количество загруженных сущностей: 500/500. |
| 28 | Кошарное            | посёлок | Получено слишком много сущностей из Викиданные. Количество загруженных сущностей: 500/500. |
| 29 | Крамарев            | хутор   | Получено слишком много сущностей из Викиданные. Количество загруженных сущностей: 500/500. |
| 30 | Красный             | хутор   | Получено слишком много сущностей из Викиданные. Количество загруженных сущностей: 500/500. |
| 31 | Красный Восход      | посёлок | Получено слишком много сущностей из Викиданные. Количество загруженных сущностей: 500/500. |
| 32 | Красный Пахарь      | хутор   | Получено слишком много сущностей из Викиданные. Количество загруженных сущностей: 500/500. |
| 33 | Красюковский        | хутор   | Получено слишком много сущностей из Викиданные. Количество загруженных сущностей: 500/500. |
| 34 | Кувшин              | хутор   | Получено слишком много сущностей из Викиданные. Количество загруженных сущностей: 500/500. |
| 35 | Кулешовка           | село    | Получено слишком много сущностей из Викиданные. Количество загруженных сущностей: 500/500. |
| 36 | Куренное            | хутор   | Получено слишком много сущностей из Викиданные. Количество загруженных сущностей: 500/500. |
| 37 | Луговой             | хутор   | Получено слишком много сущностей из Викиданные. Количество загруженных сущностей: 500/500. |
| 38 | Лыково              | село    | Получено слишком много сущностей из Викиданные. Количество загруженных сущностей: 500/500. |
| 39 | Малая Судьёвка      | хутор   | Получено слишком много сущностей из Викиданные. Количество загруженных сущностей: 500/500. |
| 40 | Марс                | хутор   | Получено слишком много сущностей из Викиданные. Количество загруженных сущностей: 500/500. |
| 41 | Медведевка          | хутор   | Получено слишком много сущностей из Викиданные. Количество загруженных сущностей: 500/500. |
| 42 | Морозовка           | хутор   | Получено слишком много сущностей из Викиданные. Количество загруженных сущностей: 500/500. |
| 43 | Никольский          | хутор   | Получено слишком много сущностей из Викиданные. Количество загруженных сущностей: 500/500. |
| 44 | Новоалександровка   | хутор   | Получено слишком много сущностей из Викиданные. Количество загруженных сущностей: 500/500. |
| 45 | Новоандреевка       | хутор   | Получено слишком много сущностей из Викиданные. Количество загруженных сущностей: 500/500. |
| 46 | Окраюшкин           | хутор   | Получено слишком много сущностей из Викиданные. Количество загруженных сущностей: 500/500. |
| 47 | Опыт                | посёлок | Получено слишком много сущностей из Викиданные. Количество загруженных сущностей: 500/500. |
| 48 | Перевальное         | село    | Получено слишком много сущностей из Викиданные. Количество загруженных сущностей: 500/500. |
| 49 | Песчаный            | хутор   | Получено слишком много сущностей из Викиданные. Количество загруженных сущностей: 500/500. |
| 50 | Петропавловка       | хутор   | Получено слишком много сущностей из Викиданные. Количество загруженных сущностей: 500/500. |
| 51 | Побединщина         | хутор   | Получено слишком много сущностей из Викиданные. Количество загруженных сущностей: 500/500. |
| 52 | Погореловка         | хутор   | Получено слишком много сущностей из Викиданные. Количество загруженных сущностей: 500/500. |
| 53 | Подгоренский        | пгт     | Получено слишком много сущностей из Викиданные. Количество загруженных сущностей: 500/500. |
| 54 | Подгорное           | слобода | Получено слишком много сущностей из Викиданные. Количество загруженных сущностей: 500/500. |
| 55 | Покровка            | хутор   | Получено слишком много сущностей из Викиданные. Количество загруженных сущностей: 500/500. |
| 56 | Пробуждение         | посёлок | Получено слишком много сущностей из Викиданные. Количество загруженных сущностей: 500/500. |
| 57 | Репьев              | хутор   | Получено слишком много сущностей из Викиданные. Количество загруженных сущностей: 500/500. |
| 58 | Сагуны              | посёлок | Получено слишком много сущностей из Викиданные. Количество загруженных сущностей: 500/500. |
| 59 | Сагуны              | слобода | Получено слишком много сущностей из Викиданные. Количество загруженных сущностей: 500/500. |
| 60 | Самойленко          | хутор   | Получено слишком много сущностей из Викиданные. Количество загруженных сущностей: 500/500. |
| 61 | Саприно             | село    | Получено слишком много сущностей из Викиданные. Количество загруженных сущностей: 500/500. |
| 62 | Саприно             | хутор   | Получено слишком много сущностей из Викиданные. Количество загруженных сущностей: 500/500. |
| 63 | Семейка             | село    | Получено слишком много сущностей из Викиданные. Количество загруженных сущностей: 500/500. |
| 64 | Сергеевка           | село    | Получено слишком много сущностей из Викиданные. Количество загруженных сущностей: 500/500. |
| 65 | Серпанки            | хутор   | Получено слишком много сущностей из Викиданные. Количество загруженных сущностей: 500/500. |
| 66 | Скорынин            | хутор   | Получено слишком много сущностей из Викиданные. Количество загруженных сущностей: 500/500. |
| 67 | Становой            | хутор   | Получено слишком много сущностей из Викиданные. Количество загруженных сущностей: 500/500. |
| 68 | Степановка          | хутор   | Получено слишком много сущностей из Викиданные. Количество загруженных сущностей: 500/500. |
| 69 | Студенок            | хутор   | Получено слишком много сущностей из Викиданные. Количество загруженных сущностей: 500/500. |
| 70 | Суд-Николаевка      | хутор   | Получено слишком много сущностей из Викиданные. Количество загруженных сущностей: 500/500. |
| 71 | Сухая Россошь       | хутор   | Получено слишком много сущностей из Викиданные. Количество загруженных сущностей: 500/500. |
| 72 | Терновое            | посёлок | Получено слишком много сущностей из Викиданные. Количество загруженных сущностей: 500/500. |
| 73 | Украинская Буйловка | село    | Получено слишком много сущностей из Викиданные. Количество загруженных сущностей: 500/500. |
| 74 | Широкий             | хутор   | Получено слишком много сущностей из Викиданные. Количество загруженных сущностей: 500/500. |
| 75 | Щедрин              | хутор   | Получено слишком много сущностей из Викиданные. Количество загруженных сущностей: 500/500. |
| 76 | Юдино               | село    | Получено слишком много сущностей из Викиданные. Количество загруженных сущностей: 500/500. |

### Рамонский
| №  | Населённый пункт     | Тип             | Население                                                                                  |
| -- | -------------------- | --------------- | ------------------------------------------------------------------------------------------ |
| 1  | Айдарово             | село            | Получено слишком много сущностей из Викиданные. Количество загруженных сущностей: 500/500. |
| 2  | Архангельское        | посёлок         | Получено слишком много сущностей из Викиданные. Количество загруженных сущностей: 500/500. |
| 3  | Бёрезово             | село            | Получено слишком много сущностей из Викиданные. Количество загруженных сущностей: 500/500. |
| 4  | Богданово            | деревня         | Получено слишком много сущностей из Викиданные. Количество загруженных сущностей: 500/500. |
| 5  | Большая Верейка      | село            | Получено слишком много сущностей из Викиданные. Количество загруженных сущностей: 500/500. |
| 6  | Большая Трещевка     | село            | Получено слишком много сущностей из Викиданные. Количество загруженных сущностей: 500/500. |
| 7  | Бор                  | посёлок         | Получено слишком много сущностей из Викиданные. Количество загруженных сущностей: 500/500. |
| 8  | Борки                | деревня         | Получено слишком много сущностей из Викиданные. Количество загруженных сущностей: 500/500. |
| 9  | Васильевка           | деревня         | Получено слишком много сущностей из Викиданные. Количество загруженных сущностей: 500/500. |
| 10 | Васильевские Выселки | село            | Получено слишком много сущностей из Викиданные. Количество загруженных сущностей: 500/500. |
| 11 | Вериловка            | деревня         | Получено слишком много сущностей из Викиданные. Количество загруженных сущностей: 500/500. |
| 12 | Ветряк               | хутор           | Получено слишком много сущностей из Викиданные. Количество загруженных сущностей: 500/500. |
| 13 | Высочкино            | село            | Получено слишком много сущностей из Викиданные. Количество загруженных сущностей: 500/500. |
| 14 | Галкино              | деревня         | Получено слишком много сущностей из Викиданные. Количество загруженных сущностей: 500/500. |
| 15 | Гвоздёвка            | село            | Получено слишком много сущностей из Викиданные. Количество загруженных сущностей: 500/500. |
| 16 | Глушицы              | село            | Получено слишком много сущностей из Викиданные. Количество загруженных сущностей: 500/500. |
| 17 | Гнездилово           | деревня         | Получено слишком много сущностей из Викиданные. Количество загруженных сущностей: 500/500. |
| 18 | Горожанка            | село            | Получено слишком много сущностей из Викиданные. Количество загруженных сущностей: 500/500. |
| 19 | Гремячье             | село            | Получено слишком много сущностей из Викиданные. Количество загруженных сущностей: 500/500. |
| 20 | Емань                | деревня         | Получено слишком много сущностей из Викиданные. Количество загруженных сущностей: 500/500. |
| 21 | Ивница               | деревня         | Получено слишком много сущностей из Викиданные. Количество загруженных сущностей: 500/500. |
| 22 | Каверье              | село            | Получено слишком много сущностей из Викиданные. Количество загруженных сущностей: 500/500. |
| 23 | Камышовка            | хутор           | Получено слишком много сущностей из Викиданные. Количество загруженных сущностей: 500/500. |
| 24 | Карачун              | село            | Получено слишком много сущностей из Викиданные. Количество загруженных сущностей: 500/500. |
| 25 | Князево              | деревня         | Получено слишком много сущностей из Викиданные. Количество загруженных сущностей: 500/500. |
| 26 | Комсомольский        | посёлок         | Получено слишком много сущностей из Викиданные. Количество загруженных сущностей: 500/500. |
| 27 | Красное              | хутор           | Получено слишком много сущностей из Викиданные. Количество загруженных сущностей: 500/500. |
| 28 | Кривоборье           | деревня         | Получено слишком много сущностей из Викиданные. Количество загруженных сущностей: 500/500. |
| 29 | Кулешовка            | деревня         | Получено слишком много сущностей из Викиданные. Количество загруженных сущностей: 500/500. |
| 30 | Лебяжье              | село            | Получено слишком много сущностей из Викиданные. Количество загруженных сущностей: 500/500. |
| 31 | Ломово               | село            | Получено слишком много сущностей из Викиданные. Количество загруженных сущностей: 500/500. |
| 32 | Лопатки              | село            | Получено слишком много сущностей из Викиданные. Количество загруженных сущностей: 500/500. |
| 33 | Малая Трещевка       | деревня         | Получено слишком много сущностей из Викиданные. Количество загруженных сущностей: 500/500. |
| 34 | Медовка              | деревня         | Получено слишком много сущностей из Викиданные. Количество загруженных сущностей: 500/500. |
| 35 | Моховатка            | деревня         | Получено слишком много сущностей из Викиданные. Количество загруженных сущностей: 500/500. |
| 36 | Нелжа                | село            | Получено слишком много сущностей из Викиданные. Количество загруженных сущностей: 500/500. |
| 37 | Нижняя Верейка       | деревня         | Получено слишком много сущностей из Викиданные. Количество загруженных сущностей: 500/500. |
| 38 | Новоживотинное       | село            | Получено слишком много сущностей из Викиданные. Количество загруженных сущностей: 500/500. |
| 39 | Новоподклетное       | деревня         | Получено слишком много сущностей из Викиданные. Количество загруженных сущностей: 500/500. |
| 40 | Ольховатка           | деревня         | Получено слишком много сущностей из Викиданные. Количество загруженных сущностей: 500/500. |
| 41 | Опх ВНИИСС           | посёлок         | Получено слишком много сущностей из Викиданные. Количество загруженных сущностей: 500/500. |
| 42 | Павловка             | село            | Получено слишком много сущностей из Викиданные. Количество загруженных сущностей: 500/500. |
| 43 | Панково              | хутор           | Получено слишком много сущностей из Викиданные. Количество загруженных сущностей: 500/500. |
| 44 | Пекшево              | село            | Получено слишком много сущностей из Викиданные. Количество загруженных сущностей: 500/500. |
| 45 | Петровское           | посёлок         | Получено слишком много сущностей из Викиданные. Количество загруженных сущностей: 500/500. |
| 46 | Писаревка            | деревня         | Получено слишком много сущностей из Викиданные. Количество загруженных сущностей: 500/500. |
| 47 | Пчельники            | село            | Получено слишком много сущностей из Викиданные. Количество загруженных сущностей: 500/500. |
| 48 | Пчельное             | посёлок         | Получено слишком много сущностей из Викиданные. Количество загруженных сущностей: 500/500. |
| 49 | Рамонь               | рабочий посёлок | Получено слишком много сущностей из Викиданные. Количество загруженных сущностей: 500/500. |
| 50 | Репное               | деревня         | Получено слишком много сущностей из Викиданные. Количество загруженных сущностей: 500/500. |
| 51 | Руда                 | хутор           | Получено слишком много сущностей из Викиданные. Количество загруженных сущностей: 500/500. |
| 52 | Русская Гвоздёвка    | село            | Получено слишком много сущностей из Викиданные. Количество загруженных сущностей: 500/500. |
| 53 | Сапожок              | хутор           | Получено слишком много сущностей из Викиданные. Количество загруженных сущностей: 500/500. |
| 54 | Сенное               | село            | Получено слишком много сущностей из Викиданные. Количество загруженных сущностей: 500/500. |
| 55 | Сергеевское          | посёлок         | Получено слишком много сущностей из Викиданные. Количество загруженных сущностей: 500/500. |
| 56 | Ситная               | деревня         | Получено слишком много сущностей из Викиданные. Количество загруженных сущностей: 500/500. |
| 57 | Скляево              | село            | Получено слишком много сущностей из Викиданные. Количество загруженных сущностей: 500/500. |
| 58 | Скляево 4-е          | село            | Получено слишком много сущностей из Викиданные. Количество загруженных сущностей: 500/500. |
| 59 | Скляево 5-е          | село            | Получено слишком много сущностей из Викиданные. Количество загруженных сущностей: 500/500. |
| 60 | Солнечный            | посёлок         | Получено слишком много сущностей из Викиданные. Количество загруженных сущностей: 500/500. |
| 61 | Солнце-Дубрава       | село            | Получено слишком много сущностей из Викиданные. Количество загруженных сущностей: 500/500. |
| 62 | Сомово               | село            | Получено слишком много сущностей из Викиданные. Количество загруженных сущностей: 500/500. |
| 63 | Староживотинное      | село            | Получено слишком много сущностей из Викиданные. Количество загруженных сущностей: 500/500. |
| 64 | Ступино              | село            | Получено слишком много сущностей из Викиданные. Количество загруженных сущностей: 500/500. |
| 65 | Трещевка             | село            | Получено слишком много сущностей из Викиданные. Количество загруженных сущностей: 500/500. |
| 66 | Хвощеватка           | село            | Получено слишком много сущностей из Викиданные. Количество загруженных сущностей: 500/500. |
| 67 | Чертовицы            | село            | Получено слишком много сущностей из Викиданные. Количество загруженных сущностей: 500/500. |
| 68 | Чистая Поляна        | село            | Получено слишком много сущностей из Викиданные. Количество загруженных сущностей: 500/500. |
| 69 | Ямное                | село            | Получено слишком много сущностей из Викиданные. Количество загруженных сущностей: 500/500. |

### Репьёвский
| №  | Населённый пункт  | Тип     | Население                                                                                  |
| -- | ----------------- | ------- | ------------------------------------------------------------------------------------------ |
| 1  | Александровка 2-я | хутор   | Получено слишком много сущностей из Викиданные. Количество загруженных сущностей: 500/500. |
| 2  | Бутырки           | село    | Получено слишком много сущностей из Викиданные. Количество загруженных сущностей: 500/500. |
| 3  | Верхняя Мельница  | хутор   | Получено слишком много сущностей из Викиданные. Количество загруженных сущностей: 500/500. |
| 4  | Дракино           | хутор   | Получено слишком много сущностей из Викиданные. Количество загруженных сущностей: 500/500. |
| 5  | Дружба            | хутор   | Получено слишком много сущностей из Викиданные. Количество загруженных сущностей: 500/500. |
| 6  | Дубинина          | хутор   | Получено слишком много сущностей из Викиданные. Количество загруженных сущностей: 500/500. |
| 7  | Екатериновка      | хутор   | Получено слишком много сущностей из Викиданные. Количество загруженных сущностей: 500/500. |
| 8  | Заречье           | хутор   | Получено слишком много сущностей из Викиданные. Количество загруженных сущностей: 500/500. |
| 9  | Зарослый          | хутор   | Получено слишком много сущностей из Викиданные. Количество загруженных сущностей: 500/500. |
| 10 | Истобное          | село    | Получено слишком много сущностей из Викиданные. Количество загруженных сущностей: 500/500. |
| 11 | Какуринка         | хутор   | Получено слишком много сущностей из Викиданные. Количество загруженных сущностей: 500/500. |
| 12 | Ключи             | хутор   | Получено слишком много сущностей из Викиданные. Количество загруженных сущностей: 500/500. |
| 13 | Колбино           | село    | Получено слишком много сущностей из Викиданные. Количество загруженных сущностей: 500/500. |
| 14 | Комсомолец        | посёлок | Получено слишком много сущностей из Викиданные. Количество загруженных сущностей: 500/500. |
| 15 | Корнеевка         | хутор   | Получено слишком много сущностей из Викиданные. Количество загруженных сущностей: 500/500. |
| 16 | Красная Поляна    | хутор   | Получено слишком много сущностей из Викиданные. Количество загруженных сущностей: 500/500. |
| 17 | Краснолипье       | село    | Получено слишком много сущностей из Викиданные. Количество загруженных сущностей: 500/500. |
| 18 | Красный Пахарь    | хутор   | Получено слишком много сущностей из Викиданные. Количество загруженных сущностей: 500/500. |
| 19 | Крестьянский      | хутор   | Получено слишком много сущностей из Викиданные. Количество загруженных сущностей: 500/500. |
| 20 | Ленинский Путь    | посёлок | Получено слишком много сущностей из Викиданные. Количество загруженных сущностей: 500/500. |
| 21 | Новая Жизнь       | посёлок | Получено слишком много сущностей из Викиданные. Количество загруженных сущностей: 500/500. |
| 22 | Новосолдатка      | село    | Получено слишком много сущностей из Викиданные. Количество загруженных сущностей: 500/500. |
| 23 | Обрез             | хутор   | Получено слишком много сущностей из Викиданные. Количество загруженных сущностей: 500/500. |
| 24 | Одинцовка         | село    | Получено слишком много сущностей из Викиданные. Количество загруженных сущностей: 500/500. |
| 25 | Осадчее           | село    | Получено слишком много сущностей из Викиданные. Количество загруженных сущностей: 500/500. |
| 26 | Платава           | село    | Получено слишком много сущностей из Викиданные. Количество загруженных сущностей: 500/500. |
| 27 | Прилепы           | село    | Получено слишком много сущностей из Викиданные. Количество загруженных сущностей: 500/500. |
| 28 | Прилужный         | хутор   | Получено слишком много сущностей из Викиданные. Количество загруженных сущностей: 500/500. |
| 29 | Прудовый          | хутор   | Получено слишком много сущностей из Викиданные. Количество загруженных сущностей: 500/500. |
| 30 | Репье             | хутор   | Получено слишком много сущностей из Викиданные. Количество загруженных сущностей: 500/500. |
| 31 | Репьёвка          | село    | Получено слишком много сущностей из Викиданные. Количество загруженных сущностей: 500/500. |
| 32 | Родники           | хутор   | Получено слишком много сущностей из Викиданные. Количество загруженных сущностей: 500/500. |
| 33 | Россошки          | село    | Получено слишком много сущностей из Викиданные. Количество загруженных сущностей: 500/500. |
| 34 | Россошь           | село    | Получено слишком много сущностей из Викиданные. Количество загруженных сущностей: 500/500. |
| 35 | Сасовка 1-я       | хутор   | Получено слишком много сущностей из Викиданные. Количество загруженных сущностей: 500/500. |
| 36 | Сасовка 2-я       | хутор   | Получено слишком много сущностей из Викиданные. Количество загруженных сущностей: 500/500. |
| 37 | Сердюки           | хутор   | Получено слишком много сущностей из Викиданные. Количество загруженных сущностей: 500/500. |
| 38 | Скорицкое         | село    | Получено слишком много сущностей из Викиданные. Количество загруженных сущностей: 500/500. |
| 39 | Токари            | хутор   | Получено слишком много сущностей из Викиданные. Количество загруженных сущностей: 500/500. |
| 40 | Ульяновка         | хутор   | Получено слишком много сущностей из Викиданные. Количество загруженных сущностей: 500/500. |
| 41 | Усть-Муравлянка   | село    | Получено слишком много сущностей из Викиданные. Количество загруженных сущностей: 500/500. |
| 42 | Фабрицкое         | село    | Получено слишком много сущностей из Викиданные. Количество загруженных сущностей: 500/500. |

### Россошанский
| №  | Населённый пункт                | Тип     | Население                                                                                  |
| -- | ------------------------------- | ------- | ------------------------------------------------------------------------------------------ |
| 1  | Алейниково                      | село    | Получено слишком много сущностей из Викиданные. Количество загруженных сущностей: 500/500. |
| 2  | Александровка                   | село    | Получено слишком много сущностей из Викиданные. Количество загруженных сущностей: 500/500. |
| 3  | Анцелович                       | село    | Получено слишком много сущностей из Викиданные. Количество загруженных сущностей: 500/500. |
| 4  | Артёмово                        | хутор   | Получено слишком много сущностей из Викиданные. Количество загруженных сущностей: 500/500. |
| 5  | Архангельское                   | хутор   | Получено слишком много сущностей из Викиданные. Количество загруженных сущностей: 500/500. |
| 6  | Архиповка                       | село    | Получено слишком много сущностей из Викиданные. Количество загруженных сущностей: 500/500. |
| 7  | Атамановка                      | хутор   | Получено слишком много сущностей из Викиданные. Количество загруженных сущностей: 500/500. |
| 8  | Бабки                           | хутор   | Получено слишком много сущностей из Викиданные. Количество загруженных сущностей: 500/500. |
| 9  | Березняги                       | хутор   | Получено слишком много сущностей из Викиданные. Количество загруженных сущностей: 500/500. |
| 10 | Бещий                           | хутор   | Получено слишком много сущностей из Викиданные. Количество загруженных сущностей: 500/500. |
| 11 | Богоносово                      | хутор   | Получено слишком много сущностей из Викиданные. Количество загруженных сущностей: 500/500. |
| 12 | Вакуловка                       | хутор   | Получено слишком много сущностей из Викиданные. Количество загруженных сущностей: 500/500. |
| 13 | Верхнее Киевское                | хутор   | Получено слишком много сущностей из Викиданные. Количество загруженных сущностей: 500/500. |
| 14 | Вершины                         | хутор   | Получено слишком много сущностей из Викиданные. Количество загруженных сущностей: 500/500. |
| 15 | Владимировка                    | хутор   | Получено слишком много сущностей из Викиданные. Количество загруженных сущностей: 500/500. |
| 16 | Водяное                         | хутор   | Получено слишком много сущностей из Викиданные. Количество загруженных сущностей: 500/500. |
| 17 | Волкодав                        | хутор   | Получено слишком много сущностей из Викиданные. Количество загруженных сущностей: 500/500. |
| 18 | Ворошиловский                   | посёлок | Получено слишком много сущностей из Викиданные. Количество загруженных сущностей: 500/500. |
| 19 | Высокая Дача                    | хутор   | Получено слишком много сущностей из Викиданные. Количество загруженных сущностей: 500/500. |
| 20 | Голубая Криница                 | хутор   | Получено слишком много сущностей из Викиданные. Количество загруженных сущностей: 500/500. |
| 21 | Григорьевка                     | хутор   | Получено слишком много сущностей из Викиданные. Количество загруженных сущностей: 500/500. |
| 22 | Евстратовка                     | село    | Получено слишком много сущностей из Викиданные. Количество загруженных сущностей: 500/500. |
| 23 | Екатериновка                    | село    | Получено слишком много сущностей из Викиданные. Количество загруженных сущностей: 500/500. |
| 24 | Еленовка                        | село    | Получено слишком много сущностей из Викиданные. Количество загруженных сущностей: 500/500. |
| 25 | Ендовино                        | хутор   | Получено слишком много сущностей из Викиданные. Количество загруженных сущностей: 500/500. |
| 26 | Жилино                          | село    | Получено слишком много сущностей из Викиданные. Количество загруженных сущностей: 500/500. |
| 27 | Ивановка                        | село    | Получено слишком много сущностей из Викиданные. Количество загруженных сущностей: 500/500. |
| 28 | Иванченково                     | хутор   | Получено слишком много сущностей из Викиданные. Количество загруженных сущностей: 500/500. |
| 29 | Иголкин                         | хутор   | Получено слишком много сущностей из Викиданные. Количество загруженных сущностей: 500/500. |
| 30 | Иловка                          | хутор   | Получено слишком много сущностей из Викиданные. Количество загруженных сущностей: 500/500. |
| 31 | Каменев                         | хутор   | Получено слишком много сущностей из Викиданные. Количество загруженных сущностей: 500/500. |
| 32 | Кокаревка                       | хутор   | Получено слишком много сущностей из Викиданные. Количество загруженных сущностей: 500/500. |
| 33 | Колбинское                      | село    | Получено слишком много сущностей из Викиданные. Количество загруженных сущностей: 500/500. |
| 34 | Комаровка                       | хутор   | Получено слишком много сущностей из Викиданные. Количество загруженных сущностей: 500/500. |
| 35 | Копани                          | хутор   | Получено слишком много сущностей из Викиданные. Количество загруженных сущностей: 500/500. |
| 36 | Копанки                         | хутор   | Получено слишком много сущностей из Викиданные. Количество загруженных сущностей: 500/500. |
| 37 | Копёнкина                       | посёлок | Получено слишком много сущностей из Викиданные. Количество загруженных сущностей: 500/500. |
| 38 | Крамаренков                     | хутор   | Получено слишком много сущностей из Викиданные. Количество загруженных сущностей: 500/500. |
| 39 | Кривоносово                     | село    | Получено слишком много сущностей из Викиданные. Количество загруженных сущностей: 500/500. |
| 40 | Криничное                       | село    | Получено слишком много сущностей из Викиданные. Количество загруженных сущностей: 500/500. |
| 41 | Кулаковка                       | село    | Получено слишком много сущностей из Викиданные. Количество загруженных сущностей: 500/500. |
| 42 | Лебедь-Сергеевка                | хутор   | Получено слишком много сущностей из Викиданные. Количество загруженных сущностей: 500/500. |
| 43 | Легкодымовка 1-я                | хутор   | Получено слишком много сущностей из Викиданные. Количество загруженных сущностей: 500/500. |
| 44 | Легкодымовка 2-я                | хутор   | Получено слишком много сущностей из Викиданные. Количество загруженных сущностей: 500/500. |
| 45 | Лещенково                       | хутор   | Получено слишком много сущностей из Викиданные. Количество загруженных сущностей: 500/500. |
| 46 | Лизиновка                       | село    | Получено слишком много сущностей из Викиданные. Количество загруженных сущностей: 500/500. |
| 47 | Лощина                          | хутор   | Получено слишком много сущностей из Викиданные. Количество загруженных сущностей: 500/500. |
| 48 | Малая Меженка                   | хутор   | Получено слишком много сущностей из Викиданные. Количество загруженных сущностей: 500/500. |
| 49 | Малый Лес                       | хутор   | Получено слишком много сущностей из Викиданные. Количество загруженных сущностей: 500/500. |
| 50 | Мирошников                      | хутор   | Получено слишком много сущностей из Викиданные. Количество загруженных сущностей: 500/500. |
| 51 | Молодёжный                      | посёлок | Получено слишком много сущностей из Викиданные. Количество загруженных сущностей: 500/500. |
| 52 | Морозовка                       | село    | Получено слишком много сущностей из Викиданные. Количество загруженных сущностей: 500/500. |
| 53 | Нагорное                        | хутор   | Получено слишком много сущностей из Викиданные. Количество загруженных сущностей: 500/500. |
| 54 | Начало                          | посёлок | Получено слишком много сущностей из Викиданные. Количество загруженных сущностей: 500/500. |
| 55 | Нижний Карабут                  | село    | Получено слишком много сущностей из Викиданные. Количество загруженных сущностей: 500/500. |
| 56 | Никоноровка                     | хутор   | Получено слишком много сущностей из Викиданные. Количество загруженных сущностей: 500/500. |
| 57 | Новая Калитва                   | село    | Получено слишком много сущностей из Викиданные. Количество загруженных сущностей: 500/500. |
| 58 | Новая Мельница                  | хутор   | Получено слишком много сущностей из Викиданные. Количество загруженных сущностей: 500/500. |
| 59 | Новопостояловка                 | хутор   | Получено слишком много сущностей из Викиданные. Количество загруженных сущностей: 500/500. |
| 60 | Новосёловка                     | хутор   | Получено слишком много сущностей из Викиданные. Количество загруженных сущностей: 500/500. |
| 61 | опытной плодово-ягодной станции | посёлок | Получено слишком много сущностей из Викиданные. Количество загруженных сущностей: 500/500. |
| 62 | Павловка                        | хутор   | Получено слишком много сущностей из Викиданные. Количество загруженных сущностей: 500/500. |
| 63 | Первомайское                    | село    | Получено слишком много сущностей из Викиданные. Количество загруженных сущностей: 500/500. |
| 64 | Перещепное                      | хутор   | Получено слишком много сущностей из Викиданные. Количество загруженных сущностей: 500/500. |
| 65 | Пинчук                          | хутор   | Получено слишком много сущностей из Викиданные. Количество загруженных сущностей: 500/500. |
| 66 | Подгорное                       | село    | Получено слишком много сущностей из Викиданные. Количество загруженных сущностей: 500/500. |
| 67 | Поддубновка                     | хутор   | Получено слишком много сущностей из Викиданные. Количество загруженных сущностей: 500/500. |
| 68 | Поддубное                       | село    | Получено слишком много сущностей из Викиданные. Количество загруженных сущностей: 500/500. |
| 69 | Подорожный                      | хутор   | Получено слишком много сущностей из Викиданные. Количество загруженных сущностей: 500/500. |
| 70 | Поповка                         | село    | Получено слишком много сущностей из Викиданные. Количество загруженных сущностей: 500/500. |
| 71 | Пшеничный                       | хутор   | Получено слишком много сущностей из Викиданные. Количество загруженных сущностей: 500/500. |
| 72 | Райновское                      | посёлок | Получено слишком много сущностей из Викиданные. Количество загруженных сущностей: 500/500. |
| 73 | Россошь                         | город   | Получено слишком много сущностей из Викиданные. Количество загруженных сущностей: 500/500. |
| 74 | Ростовец                        | хутор   | Получено слишком много сущностей из Викиданные. Количество загруженных сущностей: 500/500. |
| 75 | Славянка                        | хутор   | Получено слишком много сущностей из Викиданные. Количество загруженных сущностей: 500/500. |
| 76 | совхоза «Россошанский»          | посёлок | Получено слишком много сущностей из Викиданные. Количество загруженных сущностей: 500/500. |
| 77 | Старая Калитва                  | село    | Получено слишком много сущностей из Викиданные. Количество загруженных сущностей: 500/500. |
| 78 | Стефанидовка                    | хутор   | Получено слишком много сущностей из Викиданные. Количество загруженных сущностей: 500/500. |
| 79 | Стеценково                      | село    | Получено слишком много сущностей из Викиданные. Количество загруженных сущностей: 500/500. |
| 80 | Субботин                        | хутор   | Получено слишком много сущностей из Викиданные. Количество загруженных сущностей: 500/500. |
| 81 | Терновка                        | село    | Получено слишком много сущностей из Викиданные. Количество загруженных сущностей: 500/500. |
| 82 | Украинский                      | хутор   | Получено слишком много сущностей из Викиданные. Количество загруженных сущностей: 500/500. |
| 83 | Херсонский                      | хутор   | Получено слишком много сущностей из Викиданные. Количество загруженных сущностей: 500/500. |
| 84 | Цапково                         | село    | Получено слишком много сущностей из Викиданные. Количество загруженных сущностей: 500/500. |
| 85 | Царевский                       | хутор   | Получено слишком много сущностей из Викиданные. Количество загруженных сущностей: 500/500. |
| 86 | Чагари                          | хутор   | Получено слишком много сущностей из Викиданные. Количество загруженных сущностей: 500/500. |
| 87 | Чернышовка                      | хутор   | Получено слишком много сущностей из Викиданные. Количество загруженных сущностей: 500/500. |
| 88 | Шекаловка                       | хутор   | Получено слишком много сущностей из Викиданные. Количество загруженных сущностей: 500/500. |
| 89 | Шрамовка                        | село    | Получено слишком много сущностей из Викиданные. Количество загруженных сущностей: 500/500. |

### Семилукский
| №  | Населённый пункт           | Тип             | Население                                                                                  |
| -- | -------------------------- | --------------- | ------------------------------------------------------------------------------------------ |
| 1  | Александровка              | деревня         | Получено слишком много сущностей из Викиданные. Количество загруженных сущностей: 500/500. |
| 2  | Бахчеево                   | посёлок         | Получено слишком много сущностей из Викиданные. Количество загруженных сущностей: 500/500. |
| 3  | Берёзовка                  | село            | Получено слишком много сущностей из Викиданные. Количество загруженных сущностей: 500/500. |
| 4  | Бехтеевка                  | хутор           | Получено слишком много сущностей из Викиданные. Количество загруженных сущностей: 500/500. |
| 5  | Богоявленка                | село            | Получено слишком много сущностей из Викиданные. Количество загруженных сущностей: 500/500. |
| 6  | Быстрик                    | хутор           | Получено слишком много сущностей из Викиданные. Количество загруженных сущностей: 500/500. |
| 7  | Верхосновка                | деревня         | Получено слишком много сущностей из Викиданные. Количество загруженных сущностей: 500/500. |
| 8  | Весёлая Долина             | хутор           | Получено слишком много сущностей из Викиданные. Количество загруженных сущностей: 500/500. |
| 9  | Вознесенка                 | село            | Получено слишком много сущностей из Викиданные. Количество загруженных сущностей: 500/500. |
| 10 | Гнилуша                    | село            | Получено слишком много сущностей из Викиданные. Количество загруженных сущностей: 500/500. |
| 11 | Головище                   | хутор           | Получено слишком много сущностей из Викиданные. Количество загруженных сущностей: 500/500. |
| 12 | Голосновка                 | село            | Получено слишком много сущностей из Викиданные. Количество загруженных сущностей: 500/500. |
| 13 | Гослесопитомника           | посёлок         | Получено слишком много сущностей из Викиданные. Количество загруженных сущностей: 500/500. |
| 14 | Гремячий Колодезь          | село            | Получено слишком много сущностей из Викиданные. Количество загруженных сущностей: 500/500. |
| 15 | Губарёво                   | село            | Получено слишком много сущностей из Викиданные. Количество загруженных сущностей: 500/500. |
| 16 | Гудовка                    | село            | Получено слишком много сущностей из Викиданные. Количество загруженных сущностей: 500/500. |
| 17 | Дальнее Ляпино             | село            | Получено слишком много сущностей из Викиданные. Количество загруженных сущностей: 500/500. |
| 18 | Девица                     | село            | Получено слишком много сущностей из Викиданные. Количество загруженных сущностей: 500/500. |
| 19 | Дмитриевка                 | деревня         | Получено слишком много сущностей из Викиданные. Количество загруженных сущностей: 500/500. |
| 20 | Долгое                     | село            | Получено слишком много сущностей из Викиданные. Количество загруженных сущностей: 500/500. |
| 21 | Долго-Маховатка            | село            | Получено слишком много сущностей из Викиданные. Количество загруженных сущностей: 500/500. |
| 22 | Ендовище                   | село            | Получено слишком много сущностей из Викиданные. Количество загруженных сущностей: 500/500. |
| 23 | Зацепное                   | хутор           | Получено слишком много сущностей из Викиданные. Количество загруженных сущностей: 500/500. |
| 24 | Землянск                   | село            | Получено слишком много сущностей из Викиданные. Количество загруженных сущностей: 500/500. |
| 25 | Ивановка                   | деревня         | Получено слишком много сущностей из Викиданные. Количество загруженных сущностей: 500/500. |
| 26 | Избище                     | село            | Получено слишком много сущностей из Викиданные. Количество загруженных сущностей: 500/500. |
| 27 | Каверье                    | село            | Получено слишком много сущностей из Викиданные. Количество загруженных сущностей: 500/500. |
| 28 | Казинка                    | село            | Получено слишком много сущностей из Викиданные. Количество загруженных сущностей: 500/500. |
| 29 | Каменка                    | хутор           | Получено слишком много сущностей из Викиданные. Количество загруженных сущностей: 500/500. |
| 30 | Катино                     | посёлок         | Получено слишком много сущностей из Викиданные. Количество загруженных сущностей: 500/500. |
| 31 | Кондрашёвка                | село            | Получено слишком много сущностей из Викиданные. Количество загруженных сущностей: 500/500. |
| 32 | Красные Солонцы            | деревня         | Получено слишком много сущностей из Викиданные. Количество загруженных сущностей: 500/500. |
| 33 | Красный                    | хутор           | Получено слишком много сущностей из Викиданные. Количество загруженных сущностей: 500/500. |
| 34 | Кузиха                     | деревня         | Получено слишком много сущностей из Викиданные. Количество загруженных сущностей: 500/500. |
| 35 | Латная                     | рабочий посёлок | Получено слишком много сущностей из Викиданные. Количество загруженных сущностей: 500/500. |
| 36 | Латное                     | село            | Получено слишком много сущностей из Викиданные. Количество загруженных сущностей: 500/500. |
| 37 | Ливенка                    | деревня         | Получено слишком много сущностей из Викиданные. Количество загруженных сущностей: 500/500. |
| 38 | Лосево                     | село            | Получено слишком много сущностей из Викиданные. Количество загруженных сущностей: 500/500. |
| 39 | Луженки                    | хутор           | Получено слишком много сущностей из Викиданные. Количество загруженных сущностей: 500/500. |
| 40 | Малая Верейка              | село            | Получено слишком много сущностей из Викиданные. Количество загруженных сущностей: 500/500. |
| 41 | Малая Покровка             | село            | Получено слишком много сущностей из Викиданные. Количество загруженных сущностей: 500/500. |
| 42 | Медвежье                   | село            | Получено слишком много сущностей из Викиданные. Количество загруженных сущностей: 500/500. |
| 43 | Меловатка                  | село            | Получено слишком много сущностей из Викиданные. Количество загруженных сущностей: 500/500. |
| 44 | Нижняя Ведуга              | село            | Получено слишком много сущностей из Викиданные. Количество загруженных сущностей: 500/500. |
| 45 | Никандровка                | деревня         | Получено слишком много сущностей из Викиданные. Количество загруженных сущностей: 500/500. |
| 46 | Никольское                 | село            | Получено слишком много сущностей из Викиданные. Количество загруженных сущностей: 500/500. |
| 47 | Новая Покровка             | деревня         | Получено слишком много сущностей из Викиданные. Количество загруженных сущностей: 500/500. |
| 48 | Новосильское               | село            | Получено слишком много сущностей из Викиданные. Количество загруженных сущностей: 500/500. |
| 49 | Овсянников                 | хутор           | Получено слишком много сущностей из Викиданные. Количество загруженных сущностей: 500/500. |
| 50 | Ольшанец                   | деревня         | Получено слишком много сущностей из Викиданные. Количество загруженных сущностей: 500/500. |
| 51 | Орлов Лог                  | посёлок         |                                                                                            |
| 52 | Перекоповка                | село            | Получено слишком много сущностей из Викиданные. Количество загруженных сущностей: 500/500. |
| 53 | Перлёвка                   | село            | Получено слишком много сущностей из Викиданные. Количество загруженных сущностей: 500/500. |
| 54 | Поляна                     | село            | Получено слишком много сущностей из Викиданные. Количество загруженных сущностей: 500/500. |
| 55 | Посёлок совхоза «Раздолье» | посёлок         | Получено слишком много сущностей из Викиданные. Количество загруженных сущностей: 500/500. |
| 56 | Приволье                   | село            | Получено слишком много сущностей из Викиданные. Количество загруженных сущностей: 500/500. |
| 57 | Раздолье                   | село            | Получено слишком много сущностей из Викиданные. Количество загруженных сущностей: 500/500. |
| 58 | Рогачиха                   | хутор           | Получено слишком много сущностей из Викиданные. Количество загруженных сущностей: 500/500. |
| 59 | Русско-Гвоздёвские Выселки | село            | Получено слишком много сущностей из Викиданные. Количество загруженных сущностей: 500/500. |
| 60 | Сапруновка                 | деревня         | Получено слишком много сущностей из Викиданные. Количество загруженных сущностей: 500/500. |
| 61 | Севостьяновка              | хутор           | Получено слишком много сущностей из Викиданные. Количество загруженных сущностей: 500/500. |
| 62 | Семилуки                   | город           | Получено слишком много сущностей из Викиданные. Количество загруженных сущностей: 500/500. |
| 63 | Семилуки                   | село            | Получено слишком много сущностей из Викиданные. Количество загруженных сущностей: 500/500. |
| 64 | Серебрянка                 | село            | Получено слишком много сущностей из Викиданные. Количество загруженных сущностей: 500/500. |
| 65 | Спасское                   | деревня         | Получено слишком много сущностей из Викиданные. Количество загруженных сущностей: 500/500. |
| 66 | Стадница                   | село            | Получено слишком много сущностей из Викиданные. Количество загруженных сущностей: 500/500. |
| 67 | Старая Ведуга              | село            | Получено слишком много сущностей из Викиданные. Количество загруженных сущностей: 500/500. |
| 68 | Старая Ольшанка            | село            | Получено слишком много сущностей из Викиданные. Количество загруженных сущностей: 500/500. |
| 69 | Старое                     | село            |                                                                                            |
| 70 | Стрелица                   | рабочий посёлок | Получено слишком много сущностей из Викиданные. Количество загруженных сущностей: 500/500. |
| 71 | Студёновка                 | село            | Получено слишком много сущностей из Викиданные. Количество загруженных сущностей: 500/500. |
| 72 | Терновое                   | село            | Получено слишком много сущностей из Викиданные. Количество загруженных сущностей: 500/500. |
| 73 | Точильное                  | хутор           | Получено слишком много сущностей из Викиданные. Количество загруженных сущностей: 500/500. |
| 74 | Троицкое                   | село            | Получено слишком много сущностей из Викиданные. Количество загруженных сущностей: 500/500. |
| 75 | Устье                      | хутор           | Получено слишком много сущностей из Викиданные. Количество загруженных сущностей: 500/500. |
| 76 | Фёдоровка                  | деревня         | Получено слишком много сущностей из Викиданные. Количество загруженных сущностей: 500/500. |
| 77 | Фетисовка                  | деревня         | Получено слишком много сущностей из Викиданные. Количество загруженных сущностей: 500/500. |
| 78 | Чудовка                    | село            | Получено слишком много сущностей из Викиданные. Количество загруженных сущностей: 500/500. |
| 79 | Яновка                     | хутор           | Получено слишком много сущностей из Викиданные. Количество загруженных сущностей: 500/500. |

### Таловский
| №  | Населённый пункт                       | Тип             | Население                                                                                  |
| -- | -------------------------------------- | --------------- | ------------------------------------------------------------------------------------------ |
| 1  | 1-го участка института имени Докучаева | посёлок         | Получено слишком много сущностей из Викиданные. Количество загруженных сущностей: 500/500. |
| 2  | 2-го участка института имени Докучаева | посёлок         | Получено слишком много сущностей из Викиданные. Количество загруженных сущностей: 500/500. |
| 3  | 3-го участка института имени Докучаева | посёлок         | Получено слишком много сущностей из Викиданные. Количество загруженных сущностей: 500/500. |
| 4  | Абрамовка                              | посёлок         | Получено слишком много сущностей из Викиданные. Количество загруженных сущностей: 500/500. |
| 5  | Абрамовка                              | село            | Получено слишком много сущностей из Викиданные. Количество загруженных сущностей: 500/500. |
| 6  | Александровка                          | село            | Получено слишком много сущностей из Викиданные. Количество загруженных сущностей: 500/500. |
| 7  | Анохинка                               | посёлок         | Получено слишком много сущностей из Викиданные. Количество загруженных сущностей: 500/500. |
| 8  | Берёзовка                              | посёлок         | Получено слишком много сущностей из Викиданные. Количество загруженных сущностей: 500/500. |
| 9  | Бирюч                                  | село            | Получено слишком много сущностей из Викиданные. Количество загруженных сущностей: 500/500. |
| 10 | Богатырь                               | посёлок         | Получено слишком много сущностей из Викиданные. Количество загруженных сущностей: 500/500. |
| 11 | Бражников                              | посёлок         | Получено слишком много сущностей из Викиданные. Количество загруженных сущностей: 500/500. |
| 12 | Васильевский                           | посёлок         | Получено слишком много сущностей из Викиданные. Количество загруженных сущностей: 500/500. |
| 13 | Введенский                             | посёлок         | Получено слишком много сущностей из Викиданные. Количество загруженных сущностей: 500/500. |
| 14 | Верёвкин 1-й                           | посёлок         | Получено слишком много сущностей из Викиданные. Количество загруженных сущностей: 500/500. |
| 15 | Верёвкин 2-й                           | посёлок         | Получено слишком много сущностей из Викиданные. Количество загруженных сущностей: 500/500. |
| 16 | Верхнеозёрский                         | посёлок         | Получено слишком много сущностей из Викиданные. Количество загруженных сущностей: 500/500. |
| 17 | Верхняя Орловка                        | посёлок         | Получено слишком много сущностей из Викиданные. Количество загруженных сущностей: 500/500. |
| 18 | Верхняя Тишанка                        | село            | Получено слишком много сущностей из Викиданные. Количество загруженных сущностей: 500/500. |
| 19 | Видный                                 | посёлок         | Получено слишком много сущностей из Викиданные. Количество загруженных сущностей: 500/500. |
| 20 | Вознесеновка                           | посёлок         | Получено слишком много сущностей из Викиданные. Количество загруженных сущностей: 500/500. |
| 21 | Вознесенский                           | посёлок         | Получено слишком много сущностей из Викиданные. Количество загруженных сущностей: 500/500. |
| 22 | Воскресенский                          | посёлок         | Получено слишком много сущностей из Викиданные. Количество загруженных сущностей: 500/500. |
| 23 | Высокий                                | посёлок         | Получено слишком много сущностей из Викиданные. Количество загруженных сущностей: 500/500. |
| 24 | Вязовка                                | село            | Получено слишком много сущностей из Викиданные. Количество загруженных сущностей: 500/500. |
| 25 | Георгиевский                           | посёлок         | Получено слишком много сущностей из Викиданные. Количество загруженных сущностей: 500/500. |
| 26 | Гуляй Поле                             | посёлок         | Получено слишком много сущностей из Викиданные. Количество загруженных сущностей: 500/500. |
| 27 | Докучаевский                           | посёлок         | Получено слишком много сущностей из Викиданные. Количество загруженных сущностей: 500/500. |
| 28 | Дубовый                                | посёлок         | Получено слишком много сущностей из Викиданные. Количество загруженных сущностей: 500/500. |
| 29 | Еланка                                 | посёлок         | Получено слишком много сущностей из Викиданные. Количество загруженных сущностей: 500/500. |
| 30 | Еланка                                 | посёлок         | Получено слишком много сущностей из Викиданные. Количество загруженных сущностей: 500/500. |
| 31 | Зареченский                            | посёлок         | Получено слишком много сущностей из Викиданные. Количество загруженных сущностей: 500/500. |
| 32 | Знаменка                               | село            | Получено слишком много сущностей из Викиданные. Количество загруженных сущностей: 500/500. |
| 33 | Ильинка                                | посёлок         | Получено слишком много сущностей из Викиданные. Количество загруженных сущностей: 500/500. |
| 34 | Казанка                                | посёлок         | Получено слишком много сущностей из Викиданные. Количество загруженных сущностей: 500/500. |
| 35 | Казачок                                | посёлок         | Получено слишком много сущностей из Викиданные. Количество загруженных сущностей: 500/500. |
| 36 | Козловский                             | посёлок         | Получено слишком много сущностей из Викиданные. Количество загруженных сущностей: 500/500. |
| 37 | Коломенский                            | посёлок         | Получено слишком много сущностей из Викиданные. Количество загруженных сущностей: 500/500. |
| 38 | Коминтерн                              | посёлок         | Получено слишком много сущностей из Викиданные. Количество загруженных сущностей: 500/500. |
| 39 | Комсомольский                          | посёлок         | Получено слишком много сущностей из Викиданные. Количество загруженных сущностей: 500/500. |
| 40 | Красный                                | посёлок         | Получено слишком много сущностей из Викиданные. Количество загруженных сущностей: 500/500. |
| 41 | Крутинский                             | посёлок         | Получено слишком много сущностей из Викиданные. Количество загруженных сущностей: 500/500. |
| 42 | Купальный                              | посёлок         | Получено слишком много сущностей из Викиданные. Количество загруженных сущностей: 500/500. |
| 43 | Ленинградский                          | посёлок         | Получено слишком много сущностей из Викиданные. Количество загруженных сущностей: 500/500. |
| 44 | Леоновка                               | посёлок         | Получено слишком много сущностей из Викиданные. Количество загруженных сущностей: 500/500. |
| 45 | Львов                                  | посёлок         | Получено слишком много сущностей из Викиданные. Количество загруженных сущностей: 500/500. |
| 46 | Макаровский                            | посёлок         | Получено слишком много сущностей из Викиданные. Количество загруженных сущностей: 500/500. |
| 47 | Маклика                                | посёлок         | Получено слишком много сущностей из Викиданные. Количество загруженных сущностей: 500/500. |
| 48 | Манидинский                            | посёлок         | Получено слишком много сущностей из Викиданные. Количество загруженных сущностей: 500/500. |
| 49 | Михайловский                           | посёлок         | Получено слишком много сущностей из Викиданные. Количество загруженных сущностей: 500/500. |
| 50 | Михинский                              | посёлок         | Получено слишком много сущностей из Викиданные. Количество загруженных сущностей: 500/500. |
| 51 | Московский                             | посёлок         | Получено слишком много сущностей из Викиданные. Количество загруженных сущностей: 500/500. |
| 52 | Нехворощанка                           | посёлок         | Получено слишком много сущностей из Викиданные. Количество загруженных сущностей: 500/500. |
| 53 | Нива                                   | посёлок         | Получено слишком много сущностей из Викиданные. Количество загруженных сущностей: 500/500. |
| 54 | Нижняя Ведуга                          | посёлок         | Получено слишком много сущностей из Викиданные. Количество загруженных сущностей: 500/500. |
| 55 | Нижняя Каменка                         | посёлок         | Получено слишком много сущностей из Викиданные. Количество загруженных сущностей: 500/500. |
| 56 | Никольское                             | село            | Получено слишком много сущностей из Викиданные. Количество загруженных сущностей: 500/500. |
| 57 | Новая Чигла                            | село            | Получено слишком много сущностей из Викиданные. Количество загруженных сущностей: 500/500. |
| 58 | Новенький                              | хутор           | Получено слишком много сущностей из Викиданные. Количество загруженных сущностей: 500/500. |
| 59 | Новитченко                             | посёлок         | Получено слишком много сущностей из Викиданные. Количество загруженных сущностей: 500/500. |
| 60 | Новогольский 2-й                       | посёлок         | Получено слишком много сущностей из Викиданные. Количество загруженных сущностей: 500/500. |
| 61 | Новоградский                           | посёлок         | Получено слишком много сущностей из Викиданные. Количество загруженных сущностей: 500/500. |
| 62 | Новоникольский                         | посёлок         | Получено слишком много сущностей из Викиданные. Количество загруженных сущностей: 500/500. |
| 63 | Новотроицкий                           | посёлок         | Получено слишком много сущностей из Викиданные. Количество загруженных сущностей: 500/500. |
| 64 | Новый Мир                              | посёлок         | Получено слишком много сущностей из Викиданные. Количество загруженных сущностей: 500/500. |
| 65 | Новый Пахарь                           | посёлок         | Получено слишком много сущностей из Викиданные. Количество загруженных сущностей: 500/500. |
| 66 | Новый Путь                             | посёлок         | Получено слишком много сущностей из Викиданные. Количество загруженных сущностей: 500/500. |
| 67 | Орловка                                | село            | Получено слишком много сущностей из Викиданные. Количество загруженных сущностей: 500/500. |
| 68 | Осинки                                 | посёлок         | Получено слишком много сущностей из Викиданные. Количество загруженных сущностей: 500/500. |
| 69 | Осиновый                               | посёлок         | Получено слишком много сущностей из Викиданные. Количество загруженных сущностей: 500/500. |
| 70 | отделения откормсовхоза                | посёлок         | Получено слишком много сущностей из Викиданные. Количество загруженных сущностей: 500/500. |
| 71 | Первомайский                           | посёлок         | Получено слишком много сущностей из Викиданные. Количество загруженных сущностей: 500/500. |
| 72 | Покровский                             | посёлок         | Получено слишком много сущностей из Викиданные. Количество загруженных сущностей: 500/500. |
| 73 | Покровский                             | посёлок         | Получено слишком много сущностей из Викиданные. Количество загруженных сущностей: 500/500. |
| 74 | Порохово                               | посёлок         | Получено слишком много сущностей из Викиданные. Количество загруженных сущностей: 500/500. |
| 75 | Светлый                                | посёлок         | Получено слишком много сущностей из Викиданные. Количество загруженных сущностей: 500/500. |
| 76 | Сергиевский                            | хутор           | Получено слишком много сущностей из Викиданные. Количество загруженных сущностей: 500/500. |
| 77 | Синявка                                | село            | Получено слишком много сущностей из Викиданные. Количество загруженных сущностей: 500/500. |
| 78 | Солонцовка                             | посёлок         | Получено слишком много сущностей из Викиданные. Количество загруженных сущностей: 500/500. |
| 79 | Солонцовский                           | посёлок         | Получено слишком много сущностей из Викиданные. Количество загруженных сущностей: 500/500. |
| 80 | Сороковой                              | посёлок         | Получено слишком много сущностей из Викиданные. Количество загруженных сущностей: 500/500. |
| 81 | Таловая                                | рабочий посёлок | Получено слишком много сущностей из Викиданные. Количество загруженных сущностей: 500/500. |
| 82 | Тамбовка                               | посёлок         | Получено слишком много сущностей из Викиданные. Количество загруженных сущностей: 500/500. |
| 83 | Терехово                               | посёлок         | Получено слишком много сущностей из Викиданные. Количество загруженных сущностей: 500/500. |
| 84 | Троицкий                               | посёлок         | Получено слишком много сущностей из Викиданные. Количество загруженных сущностей: 500/500. |
| 85 | Успенский                              | посёлок         | Получено слишком много сущностей из Викиданные. Количество загруженных сущностей: 500/500. |
| 86 | Утиновка                               | посёлок         | Получено слишком много сущностей из Викиданные. Количество загруженных сущностей: 500/500. |
| 87 | Участок № 12                           | посёлок         | Получено слишком много сущностей из Викиданные. Количество загруженных сущностей: 500/500. |
| 88 | Участок № 14                           | посёлок         | Получено слишком много сущностей из Викиданные. Количество загруженных сущностей: 500/500. |
| 89 | Участок № 15                           | посёлок         | Получено слишком много сущностей из Викиданные. Количество загруженных сущностей: 500/500. |
| 90 | Участок № 16                           | посёлок         | Получено слишком много сущностей из Викиданные. Количество загруженных сущностей: 500/500. |
| 91 | Участок № 22                           | посёлок         | Получено слишком много сущностей из Викиданные. Количество загруженных сущностей: 500/500. |
| 92 | Участок № 26                           | посёлок         | Получено слишком много сущностей из Викиданные. Количество загруженных сущностей: 500/500. |
| 93 | Участок № 28                           | посёлок         | Получено слишком много сущностей из Викиданные. Количество загруженных сущностей: 500/500. |
| 94 | Участок № 37                           | посёлок         | Получено слишком много сущностей из Викиданные. Количество загруженных сущностей: 500/500. |
| 95 | Участок № 4                            | посёлок         | Получено слишком много сущностей из Викиданные. Количество загруженных сущностей: 500/500. |
| 96 | Хлебороб                               | посёлок         | Получено слишком много сущностей из Викиданные. Количество загруженных сущностей: 500/500. |
| 97 | Хорольский                             | посёлок         | Получено слишком много сущностей из Викиданные. Количество загруженных сущностей: 500/500. |
| 98 | Центральный                            | посёлок         | Получено слишком много сущностей из Викиданные. Количество загруженных сущностей: 500/500. |
| 99 | Шишлянников                            | посёлок         | Получено слишком много сущностей из Викиданные. Количество загруженных сущностей: 500/500. |

### Терновский
| №  | Населённый пункт        | Тип     | Население                                                                                  |
| -- | ----------------------- | ------- | ------------------------------------------------------------------------------------------ |
| 1  | Александровка           | посёлок | Получено слишком много сущностей из Викиданные. Количество загруженных сущностей: 500/500. |
| 2  | Александровка           | село    | Получено слишком много сущностей из Викиданные. Количество загруженных сущностей: 500/500. |
| 3  | Алешки                  | село    | Получено слишком много сущностей из Викиданные. Количество загруженных сущностей: 500/500. |
| 4  | Бабино                  | деревня | Получено слишком много сущностей из Викиданные. Количество загруженных сущностей: 500/500. |
| 5  | Братки                  | село    | Получено слишком много сущностей из Викиданные. Количество загруженных сущностей: 500/500. |
| 6  | Вознесеновка            | посёлок | Получено слишком много сущностей из Викиданные. Количество загруженных сущностей: 500/500. |
| 7  | Долина                  | деревня | Получено слишком много сущностей из Викиданные. Количество загруженных сущностей: 500/500. |
| 8  | Дубровка                | посёлок | Получено слишком много сущностей из Викиданные. Количество загруженных сущностей: 500/500. |
| 9  | Есипово                 | посёлок | Получено слишком много сущностей из Викиданные. Количество загруженных сущностей: 500/500. |
| 10 | Заречье                 | посёлок | Получено слишком много сущностей из Викиданные. Количество загруженных сущностей: 500/500. |
| 11 | Кисельное               | село    | Получено слишком много сущностей из Викиданные. Количество загруженных сущностей: 500/500. |
| 12 | Козловка                | село    | Получено слишком много сущностей из Викиданные. Количество загруженных сущностей: 500/500. |
| 13 | Коршуновка              | деревня | Получено слишком много сущностей из Викиданные. Количество загруженных сущностей: 500/500. |
| 14 | Костино-Отделец         | село    | Получено слишком много сущностей из Викиданные. Количество загруженных сущностей: 500/500. |
| 15 | Красивка                | деревня | Получено слишком много сущностей из Викиданные. Количество загруженных сущностей: 500/500. |
| 16 | Красные Выселки         | посёлок | Получено слишком много сущностей из Викиданные. Количество загруженных сущностей: 500/500. |
| 17 | Липяги                  | село    | Получено слишком много сущностей из Викиданные. Количество загруженных сущностей: 500/500. |
| 18 | Луначаровка             | посёлок | Получено слишком много сущностей из Викиданные. Количество загруженных сущностей: 500/500. |
| 19 | Михайловка              | деревня | Получено слишком много сущностей из Викиданные. Количество загруженных сущностей: 500/500. |
| 20 | Народное                | село    | Получено слишком много сущностей из Викиданные. Количество загруженных сущностей: 500/500. |
| 21 | Никитская               | деревня | Получено слишком много сущностей из Викиданные. Количество загруженных сущностей: 500/500. |
| 22 | Николаевка              | село    | Получено слишком много сущностей из Викиданные. Количество загруженных сущностей: 500/500. |
| 23 | Новокирсановка          | село    | Получено слишком много сущностей из Викиданные. Количество загруженных сущностей: 500/500. |
| 24 | Новотроицкое            | село    | Получено слишком много сущностей из Викиданные. Количество загруженных сущностей: 500/500. |
| 25 | Орловка                 | деревня | Получено слишком много сущностей из Викиданные. Количество загруженных сущностей: 500/500. |
| 26 | Платоновка              | деревня | Получено слишком много сущностей из Викиданные. Количество загруженных сущностей: 500/500. |
| 27 | Поляна                  | село    | Получено слишком много сущностей из Викиданные. Количество загруженных сущностей: 500/500. |
| 28 | Поповка                 | село    | Получено слишком много сущностей из Викиданные. Количество загруженных сущностей: 500/500. |
| 29 | Раздольное              | деревня | Получено слишком много сущностей из Викиданные. Количество загруженных сущностей: 500/500. |
| 30 | Ржавец                  | село    | Получено слишком много сущностей из Викиданные. Количество загруженных сущностей: 500/500. |
| 31 | Русаново                | село    | Получено слишком много сущностей из Викиданные. Количество загруженных сущностей: 500/500. |
| 32 | Савальского лесничества | посёлок | Получено слишком много сущностей из Викиданные. Количество загруженных сущностей: 500/500. |
| 33 | Савальского лесхоза     | посёлок | Получено слишком много сущностей из Викиданные. Количество загруженных сущностей: 500/500. |
| 34 | Семигоровка             | деревня | Получено слишком много сущностей из Викиданные. Количество загруженных сущностей: 500/500. |
| 35 | Сергеевка               | деревня | Получено слишком много сущностей из Викиданные. Количество загруженных сущностей: 500/500. |
| 36 | Тагайка                 | деревня | Получено слишком много сущностей из Викиданные. Количество загруженных сущностей: 500/500. |
| 37 | Тамбовка                | село    | Получено слишком много сущностей из Викиданные. Количество загруженных сущностей: 500/500. |
| 38 | Терновка                | село    | Получено слишком много сущностей из Викиданные. Количество загруженных сущностей: 500/500. |
| 39 | Тюменевка               | деревня | Получено слишком много сущностей из Викиданные. Количество загруженных сущностей: 500/500. |
| 40 | Чубровка                | деревня | Получено слишком много сущностей из Викиданные. Количество загруженных сущностей: 500/500. |

### Хохольский
| №  | Населённый пункт      | Тип             | Население                                                                                  |
| -- | --------------------- | --------------- | ------------------------------------------------------------------------------------------ |
| 1  | Албовский             | хутор           | Получено слишком много сущностей из Викиданные. Количество загруженных сущностей: 500/500. |
| 2  | Архангельское         | село            | Получено слишком много сущностей из Викиданные. Количество загруженных сущностей: 500/500. |
| 3  | Борок                 | хутор           | Получено слишком много сущностей из Викиданные. Количество загруженных сущностей: 500/500. |
| 4  | Борщёво               | село            | Получено слишком много сущностей из Викиданные. Количество загруженных сущностей: 500/500. |
| 5  | Верхненикольское      | село            | Получено слишком много сущностей из Викиданные. Количество загруженных сущностей: 500/500. |
| 6  | Гремячье              | село            | Получено слишком много сущностей из Викиданные. Количество загруженных сущностей: 500/500. |
| 7  | Дмитриевка            | село            | Получено слишком много сущностей из Викиданные. Количество загруженных сущностей: 500/500. |
| 8  | Должёнки              | хутор           | Получено слишком много сущностей из Викиданные. Количество загруженных сущностей: 500/500. |
| 9  | Еманча 1-я            | село            | Получено слишком много сущностей из Викиданные. Количество загруженных сущностей: 500/500. |
| 10 | Еманча 2-я            | село            | Получено слишком много сущностей из Викиданные. Количество загруженных сущностей: 500/500. |
| 11 | Заречье               | хутор           | Получено слишком много сущностей из Викиданные. Количество загруженных сущностей: 500/500. |
| 12 | Ивановка              | село            | Получено слишком много сущностей из Викиданные. Количество загруженных сущностей: 500/500. |
| 13 | Костёнки              | село            | Получено слишком много сущностей из Викиданные. Количество загруженных сущностей: 500/500. |
| 14 | Кочетовка             | село            | Получено слишком много сущностей из Викиданные. Количество загруженных сущностей: 500/500. |
| 15 | Кузиха                | посёлок         | Получено слишком много сущностей из Викиданные. Количество загруженных сущностей: 500/500. |
| 16 | Мамончиха             | посёлок         | Получено слишком много сущностей из Викиданные. Количество загруженных сущностей: 500/500. |
| 17 | Маслов Лог            | хутор           | Получено слишком много сущностей из Викиданные. Количество загруженных сущностей: 500/500. |
| 18 | Никольское-на-Еманче  | село            | Получено слишком много сущностей из Викиданные. Количество загруженных сущностей: 500/500. |
| 19 | Новогремяченское      | село            | Получено слишком много сущностей из Викиданные. Количество загруженных сущностей: 500/500. |
| 20 | Опытной Станции ВНИИК | посёлок         | Получено слишком много сущностей из Викиданные. Количество загруженных сущностей: 500/500. |
| 21 | Орловка               | посёлок         | Получено слишком много сущностей из Викиданные. Количество загруженных сущностей: 500/500. |
| 22 | Оськино               | село            | Получено слишком много сущностей из Викиданные. Количество загруженных сущностей: 500/500. |
| 23 | Парничный             | хутор           | Получено слишком много сущностей из Викиданные. Количество загруженных сущностей: 500/500. |
| 24 | Пашенково             | хутор           | Получено слишком много сущностей из Викиданные. Количество загруженных сущностей: 500/500. |
| 25 | Перерывный            | хутор           | Получено слишком много сущностей из Викиданные. Количество загруженных сущностей: 500/500. |
| 26 | Петино                | село            | Получено слишком много сущностей из Викиданные. Количество загруженных сущностей: 500/500. |
| 27 | Розы Люксембург       | посёлок         | Получено слишком много сущностей из Викиданные. Количество загруженных сущностей: 500/500. |
| 28 | Россошка              | хутор           | Получено слишком много сущностей из Викиданные. Количество загруженных сущностей: 500/500. |
| 29 | Рудкино               | село            | Получено слишком много сущностей из Викиданные. Количество загруженных сущностей: 500/500. |
| 30 | Семидесятное          | село            | Получено слишком много сущностей из Викиданные. Количество загруженных сущностей: 500/500. |
| 31 | Силипяги              | хутор           | Получено слишком много сущностей из Викиданные. Количество загруженных сущностей: 500/500. |
| 32 | Староникольское       | село            | Получено слишком много сущностей из Викиданные. Количество загруженных сущностей: 500/500. |
| 33 | Устье                 | село            | Получено слишком много сущностей из Викиданные. Количество загруженных сущностей: 500/500. |
| 34 | Хохол                 | село            | Получено слишком много сущностей из Викиданные. Количество загруженных сущностей: 500/500. |
| 35 | Хохольский            | рабочий посёлок | Получено слишком много сущностей из Викиданные. Количество загруженных сущностей: 500/500. |
| 36 | Яблочное              | село            | Получено слишком много сущностей из Викиданные. Количество загруженных сущностей: 500/500. |

### Эртильский
| №  | Населённый пункт  | Тип     | Население                                                                                  |
| -- | ----------------- | ------- | ------------------------------------------------------------------------------------------ |
| 1  | Александровка     | село    | Получено слишком много сущностей из Викиданные. Количество загруженных сущностей: 500/500. |
| 2  | Баженовка         | посёлок | Получено слишком много сущностей из Викиданные. Количество загруженных сущностей: 500/500. |
| 3  | Бегичево          | деревня | Получено слишком много сущностей из Викиданные. Количество загруженных сущностей: 500/500. |
| 4  | Битюг-Матрёновка  | село    | Получено слишком много сущностей из Викиданные. Количество загруженных сущностей: 500/500. |
| 5  | Большая Добринка  | село    | Получено слишком много сущностей из Викиданные. Количество загруженных сущностей: 500/500. |
| 6  | Большой Самовец   | село    | Получено слишком много сущностей из Викиданные. Количество загруженных сущностей: 500/500. |
| 7  | Борщёвские Пески  | село    | Получено слишком много сущностей из Викиданные. Количество загруженных сущностей: 500/500. |
| 8  | Буравцовка        | деревня | Получено слишком много сущностей из Викиданные. Количество загруженных сущностей: 500/500. |
| 9  | Васильевка        | посёлок | Получено слишком много сущностей из Викиданные. Количество загруженных сущностей: 500/500. |
| 10 | Введенка          | посёлок | Получено слишком много сущностей из Викиданные. Количество загруженных сущностей: 500/500. |
| 11 | Веселовка         | посёлок | Получено слишком много сущностей из Викиданные. Количество загруженных сущностей: 500/500. |
| 12 | Виноградовка      | посёлок | Получено слишком много сущностей из Викиданные. Количество загруженных сущностей: 500/500. |
| 13 | Владимировка      | посёлок | Получено слишком много сущностей из Викиданные. Количество загруженных сущностей: 500/500. |
| 14 | Вознесеновка      | посёлок | Получено слишком много сущностей из Викиданные. Количество загруженных сущностей: 500/500. |
| 15 | Возрождение       | посёлок | Получено слишком много сущностей из Викиданные. Количество загруженных сущностей: 500/500. |
| 16 | Вязковка          | село    | Получено слишком много сущностей из Викиданные. Количество загруженных сущностей: 500/500. |
| 17 | Гнилуша           | село    | Получено слишком много сущностей из Викиданные. Количество загруженных сущностей: 500/500. |
| 18 | Голевка           | посёлок | Получено слишком много сущностей из Викиданные. Количество загруженных сущностей: 500/500. |
| 19 | Гороховка         | село    | Получено слишком много сущностей из Викиданные. Количество загруженных сущностей: 500/500. |
| 20 | Грязцы            | деревня | Получено слишком много сущностей из Викиданные. Количество загруженных сущностей: 500/500. |
| 21 | Дзержинский       | посёлок | Получено слишком много сущностей из Викиданные. Количество загруженных сущностей: 500/500. |
| 22 | Дмитриевка        | посёлок | Получено слишком много сущностей из Викиданные. Количество загруженных сущностей: 500/500. |
| 23 | Знаменка          | посёлок | Получено слишком много сущностей из Викиданные. Количество загруженных сущностей: 500/500. |
| 24 | Ивановка          | посёлок | Получено слишком много сущностей из Викиданные. Количество загруженных сущностей: 500/500. |
| 25 | Ивановка          | посёлок | Получено слишком много сущностей из Викиданные. Количество загруженных сущностей: 500/500. |
| 26 | Израильский       | посёлок | Получено слишком много сущностей из Викиданные. Количество загруженных сущностей: 500/500. |
| 27 | Колодеевка        | деревня | Получено слишком много сущностей из Викиданные. Количество загруженных сущностей: 500/500. |
| 28 | Комсомольское     | посёлок | Получено слишком много сущностей из Викиданные. Количество загруженных сущностей: 500/500. |
| 29 | Копыл             | село    | Получено слишком много сущностей из Викиданные. Количество загруженных сущностей: 500/500. |
| 30 | Красинка          | посёлок | Получено слишком много сущностей из Викиданные. Количество загруженных сущностей: 500/500. |
| 31 | Красноармейский   | посёлок | Получено слишком много сущностей из Викиданные. Количество загруженных сущностей: 500/500. |
| 32 | Малореченский 1-й | посёлок | Получено слишком много сущностей из Викиданные. Количество загруженных сущностей: 500/500. |
| 33 | Малореченский 2-й | посёлок | Получено слишком много сущностей из Викиданные. Количество загруженных сущностей: 500/500. |
| 34 | Малые Ясырки      | село    | Получено слишком много сущностей из Викиданные. Количество загруженных сущностей: 500/500. |
| 35 | Марьевка          | посёлок | Получено слишком много сущностей из Викиданные. Количество загруженных сущностей: 500/500. |
| 36 | Михайлов          | посёлок | Получено слишком много сущностей из Викиданные. Количество загруженных сущностей: 500/500. |
| 37 | Михайловка        | посёлок | Получено слишком много сущностей из Викиданные. Количество загруженных сущностей: 500/500. |
| 38 | Мичуринский       | посёлок | Получено слишком много сущностей из Викиданные. Количество загруженных сущностей: 500/500. |
| 39 | Морозовка         | посёлок | Получено слишком много сущностей из Викиданные. Количество загруженных сущностей: 500/500. |
| 40 | МТФ «Восход»      | посёлок | Получено слишком много сущностей из Викиданные. Количество загруженных сущностей: 500/500. |
| 41 | Никольский        | посёлок | Получено слишком много сущностей из Викиданные. Количество загруженных сущностей: 500/500. |
| 42 | Новогеоргиевка    | посёлок | Получено слишком много сущностей из Викиданные. Количество загруженных сущностей: 500/500. |
| 43 | Октябрьский       | посёлок | Получено слишком много сущностей из Викиданные. Количество загруженных сущностей: 500/500. |
| 44 | Орляновка         | посёлок | Получено слишком много сущностей из Викиданные. Количество загруженных сущностей: 500/500. |
| 45 | Первомайский      | посёлок | Получено слишком много сущностей из Викиданные. Количество загруженных сущностей: 500/500. |
| 46 | Перво-Эртиль      | посёлок | Получено слишком много сущностей из Викиданные. Количество загруженных сущностей: 500/500. |
| 47 | Привольный        | посёлок | Получено слишком много сущностей из Викиданные. Количество загруженных сущностей: 500/500. |
| 48 | Прудки            | посёлок | Получено слишком много сущностей из Викиданные. Количество загруженных сущностей: 500/500. |
| 49 | Ростоши           | село    | Получено слишком много сущностей из Викиданные. Количество загруженных сущностей: 500/500. |
| 50 | Садовский         | посёлок | Получено слишком много сущностей из Викиданные. Количество загруженных сущностей: 500/500. |
| 51 | Семёновский       | посёлок | Получено слишком много сущностей из Викиданные. Количество загруженных сущностей: 500/500. |
| 52 | Сергеевка         | посёлок | Получено слишком много сущностей из Викиданные. Количество загруженных сущностей: 500/500. |
| 53 | Сластёнка         | село    | Получено слишком много сущностей из Викиданные. Количество загруженных сущностей: 500/500. |
| 54 | Сосновка          | посёлок | Получено слишком много сущностей из Викиданные. Количество загруженных сущностей: 500/500. |
| 55 | Средний Самовец   | посёлок | Получено слишком много сущностей из Викиданные. Количество загруженных сущностей: 500/500. |
| 56 | Старый Эртиль     | село    | Получено слишком много сущностей из Викиданные. Количество загруженных сущностей: 500/500. |
| 57 | Студёновка        | посёлок | Получено слишком много сущностей из Викиданные. Количество загруженных сущностей: 500/500. |
| 58 | Чапаевское        | посёлок | Получено слишком много сущностей из Викиданные. Количество загруженных сущностей: 500/500. |
| 59 | Шукавка           | село    | Получено слишком много сущностей из Викиданные. Количество загруженных сущностей: 500/500. |
| 60 | Щучинские Пески   | село    | Получено слишком много сущностей из Викиданные. Количество загруженных сущностей: 500/500. |
| 61 | Щучье             | село    | Получено слишком много сущностей из Викиданные. Количество загруженных сущностей: 500/500. |
| 62 | Эртиль            | город   | Получено слишком много сущностей из Викиданные. Количество загруженных сущностей: 500/500. |
| 63 | Ячейка            | село    | Получено слишком много сущностей из Викиданные. Количество загруженных сущностей: 500/500. |